# Хищные вещи века
«Хи́щные ве́щи ве́ка» — научно-фантастическая повесть Аркадия и Бориса Стругацких, опубликованная в 1965 году с предисловием И. А. Ефремова. Название взято из стихотворения А. А. Вознесенского «Монолог битника. Бунт машин».
Содержательно представляет собой «антиутопию в утопии» в форме детектива-экшн. Иван Жилин — бывший космолётчик из повести «Стажёры» — прибывает в некий идиллический приморский город, в котором появился новый наркотик. Жилин работает на Совет Безопасности ООН, начальство в котором встревожено, что агенты в городе перестали выходить на связь и, вероятно, сами сделались наркоманами. Посланник коммунистического мира обнаруживает, что в городе фантастически высокий уровень жизни, который контрастирует с убогостью духовного облика обывателей: университетские преподаватели устраивают террористические акты, группа «меценатов» уничтожает произведения искусства, молодёжь погружена в массовые трансовые дискотеки («дрожка») и разнообразные экстремальные развлечения, а гильдия парикмахеров устроила забастовку из-за прекращения любимого телесериала. Жилин обнаруживает, что электронный наркотик — так называемый «слег» — это сочетание широко распространённых бытовых деталей и химикатов, которое позволяет Человеку Невоспитанному в собственном сознании создавать реальность, намного превосходящую всё доступное во внешнем мире. Обычными средствами победить слег невозможно, и он представляет угрозу для всего человечества, ибо в сравнении с иллюзорной жизнью еда, питьё и размножение — «тоскливая суета». Жилин принимает решение остаться в городе и пытаться найти единомышленников, особенно из младшего поколения, чтобы постепенно направить их интересы к делам большого мира.
Публикация «Хищных вещей века» совпала с гонениями Отдела пропаганды и агитации ЦК КПСС и ЦК ВЛКСМ на философскую фантастику в СССР, занимавшуюся исследованием и пропагандой перспектив построения коммунистического общества. В 1966—1967 годах в прессе прошла большая дискуссия о повести, в которой критики усмотрели отсутствие перспектив у описанного общества или то, что Стругацкие под видом капиталистического Запада предостерегали об угрозе бездуховного умирания коммунистической идеи. Вплоть до 1980-х годов повесть не считалась творческой удачей писателей, и подобные мнения высказываются и в XXI веке. После 1990-х годов «Хищные вещи века» сделались объектом изучения социальных философов и литературоведов, поскольку оцениваются как этапное для Стругацких произведение, одно из самых значительных в их творчестве, в котором писатели предсказали массу проблем общества потребления и одновременно скорректировали собственные взгляды на природу человека и перспективы развития социума. В повести предсказано появление самоуправляемого автомобиля, пейнтбола и гарнитуры Bluetooth. Борис Стругацкий в последние годы жизни считал реальность «Хищных вещей века» наиболее вероятным сценарием развития человечества, предоставляющим высокую степень свободы выбора рода занятий и стиля жизни для каждого индивидуума.

## Сюжет
Повесть начинается эпиграфом: «Есть лишь одна проблема — одна-единственная в мире — вернуть людям духовное содержание, духовные заботы… (Антуан де Сент-Экзюпери)». Текст разделён на двенадцать глав с линейным сюжетом, охватывающим события нескольких дней.
Повествование ведётся от лица космолётчика Ивана Жилина, после событий повести «Стажёры» вернувшегося на Землю и ставшего сотрудником Совета Безопасности ООН. Он прибывает в некую южную приморскую страну (в дальнейшем прямо именуемую «Страной Дураков»), в город, который он лично освобождал от фашистов за десять лет до начала действия. Среди бойцов был его друг Пек Зенай, ныне затерявшийся где-то в городе. Солнечный город является популярным курортом, где представлен весь мир — лондонские клерки со своими невестами, оклахомские фермеры в пёстрых рубашках, туринские рабочие «с румяными жёнами и многочисленными детьми», даже «мелкие католические боссы» из Испании. На этом фоне беззаботности диссонансом смотрится памятник Владимиру Сергеевичу Юрковскому — космолётчику и «генералу от науки» (из повестей «Страна багровых туч» и «Стажёры»), о котором, впрочем, никто ничего не знает. Непонятна Жилину и всеобщая неприязнь населения к неким «интелям».
Задача Жилина — найти подходы к людям, производящим новый наркотик, о котором известно лишь то, что он существует, происходит из этой страны и гарантированно доводит потребителя до смерти. Местный резидент — вконец опустившийся Римайер — советует Жилину посетить неких «рыбарей». Далее Жилин знакомится с разными жителями города, в том числе с парикмахером-кудесником и — в ресторане — с доктором философии Опиром, невероятно довольным своим положением в обществе и не видящим разницы между этим положением и довольством самого общества.

Неооптимизм... Неогедонизм и неокретинизм... Нет худа без добра, сказала лиса, зато ты попал в Страну Дураков. Надо сказать, что процент урождённых дураков не меняется со временем. Интересно, что делается с процентом дураков по убеждению? Любопытно, кто ему присвоил звание доктора? Не один же он такой! Была, наверное, целая куча докторов, которая торжественно присвоила такое звание неооптимисту Опиру. Впрочем, это бывает не только среди философов...
Посетив по совету Римайера «рыбарей», Жилин понимает, что тот просто пытался избавиться от коллеги, но один из «рыбарей» наводит Ивана на след: рассказывает про средство для любителей сильных ощущений, которое называется «слег», и называет распространителя слега — некоего Бубу. Буба оказывается давним знакомым Ивана, Пеком Зенаем, соратником по работе в космосе и войне с фашистами; он превратился в алкоголика, заедающего спирт сахаром и не желающего вспоминать о прошлом. Буба даёт Ивану слег, оказавшийся небольшой радиодеталью, и инструкции: слег нужно вставить в радиоприёмник вместо стандартного гетеродина (благо размеры деталей точно совпадают), принять несколько противомоскитных таблеток, лечь в тёплую ванну и включить приёмник. Опробовав слег, Жилин убеждается, что тот вызывает ярчайшие переживания, в которых «исполняются» все бессознательные желания Человека Невоспитанного, не оставляя никаких неприятных ощущений. Иллюзорная жизнь под действием слега настолько привлекательна, что после неё реальность кажется пресной и серой, вызывая активное неприятие.
Жилин обнаруживает, что слег — это вакуумный тубусоид: фабричная деталь, широко применяемая в бытовых приборах, её можно за копейки купить в любом радиомагазине. Иван понимает, что его руководство попало в ловушку стандартного мышления: «Если есть наркотик, должна быть мафия, производители и распространители». Здесь же всё произошло спонтанно: кто-то однажды случайно вставил тубусоид в приёмник вместо гетеродина, лёг в ванну и испытал невероятные ощущения. Новость распространилась, начались эксперименты, сложился шаблон потребления, дающий наиболее сильную реакцию. Объясняется и атмосфера таинственности: мало кто согласится рассказать о своих подсознательных желаниях, раскрывающихся под действием слега. Погрузившись в эти переживания, человек теряет контакт с реальностью и использует слег, пока нервное истощение не убивает его. Так произошло и с Бубой, которого Жилин извлёк мёртвым из ванны. Перед смертью Пек Зенай стрелял из пистолета по двери, чтобы ему не мешали. Слег распространяется стихийно, его невозможно ни запретить, ни изъять, ни уничтожить. Иван настаивает, что бороться против слега можно только изменением мировоззрения, борьбой против потребительства. Высшее руководство — плотный седой джентльмен по имени «Мария» — воспринимает точку зрения Ивана как «философию», поскольку её принятие не предполагает быстрых и решительных мер по ликвидации угрозы.

Спасать. Опять спасать. До каких же пор вас нужно будет спасать? Вы когда-нибудь научитесь спасать себя сами? Почему вы вечно слушаете попов, фашиствующих демагогов, дураков опиров? Почему вы не желаете утруждать свой мозг? Почему вы так не хотите думать? Как вы не можете понять, что мир огромен, сложен и увлекателен? Почему вам все просто и скучно? Чем же таким ваш мозг отличается от мозга Рабле, Свифта, Ленина, Эйнштейна, Макаренко, Хемингуэя, Строгова? Когда-нибудь я устану от этого, подумал я. Когда-нибудь у меня не хватит больше сил и уверенности. Ведь я такой же, как вы! Только я хочу помогать вам, а вы не хотите помогать мне...
В финале повести Иван принимает решение подать в отставку и остаться в городе, чтобы найти единомышленников и вместе с ними бороться за «очеловечивание» местных жителей. Его надежда — юное поколение, которое вырвется из своего «круга рая» и отправится в большой мир на великие стройки коммунизма.

## История создания и публикации

### Замысел
Переписка братьев Аркадия и Бориса Стругацких до 1964 года сохранилась далеко не в полном объёме, как и рабочие материалы. Из-за этого вызревание замысла неравномерно документировано. В дневнике А. Н. Стругацкого от 6 сентября 1963 года упоминается, что соавторы «попробовали представить сюжет „Крысы“ — дневник писателя, попавшего в соседство с новыми наркоманами — электронного типа». По воспоминаниям Бориса Стругацкого задумывалась максимально реалистическая повесть, действие которой должно было разворачиваться на острове Булли в Рижском заливе, где Аркадий Стругацкий отдыхал с семьёй в июле того же 1963 года. Основная идея была примерно такова: «Под воздействием мощного электронного галлюциногена, влияющего напрямую на мозг, человек погружается в иллюзорный мир, столь же яркий, как и мир реальности, но гораздо более интересный, насыщенный замечательными событиями и совершенно избавленный от серых забот и хлопот повседневности. За наслаждение этим иллюзорным миром надобно, однако, платить свою цену: пробудившись от наркотического сна, человек становится беспощадным животным, стремящимся только к одному — вернуться, любой ценой и как можно скорее, в мир совершенной и сладостной иллюзии». В переписке «Крысы» упоминались 18 октября, когда было решено сосредоточиться на замысле «Суеты вокруг дивана», а «„Крысы“ от нас не уйдут при любых обстоятельствах».
Первоначальная идея, однако, оказалась неудачной, и сюжет на её основе не складывался. Название «Хищные вещи века» (соавторы между собой использовали аббревиатуру «ХВВ») определилось, вероятно, к концу 1963 года — на основе стихотворения А. А. Вознесенского «Монолог битника. Бунт машин», строки из которого планировалось использовать как эпиграф («О, хищные вещи века! На душу наложено вето…»). В письме Бориса Натановича брату от 3 января следующего, 1964 года говорится: «Мне не особенно нравится общее построение повести, как мы её задумали». В постскриптуме впервые высказана идея отказаться от реализма и соединить идею электронного наркотика с нереализованным сюжетом о планете мещан. 21 января Борис Стругацкий повторял, что замысел отталкивает его так же, как и «Дни Кракена»: «Наверное, это — сугубый реализм обстановки. Он имеет массу минусов. <…> Неуверенность в достаточном знании материала. Ограниченность картины в такой постановке сюжета». В письме брату от 27 января Борис Натанович сообщал: «В общем, надо много говорить и думать. Писать, по-видимому, начнём не сразу. Сначала будем долго и нудно ругаться. Как-то всё это очень не просто».

### Ход написания

Братья Аркадий и Борис Стругацкие в 1965 году

1 февраля 1964 года Аркадий Стругацкий прибыл в Ленинград для начала совместной работы. Судя по рабочему дневнику, два дня (2 и 3 февраля) заняло обсуждение плана, и с 4 по 7 февраля шло составление подробного плана по главам. Первые пять страниц рукописи были подготовлены 9 февраля, и на следующий день авторы завершили первую главу черновика. 14 февраля — к окончанию поездки — было готово три главы черновика «Хищных вещей века». «Мир оказался придуман, декорации построены, и сюжет немедленно заработал». Примерно тогда же появилось слово «слег», обозначающее новый наркотик: по свидетельству Б. Н. Стругацкого, соавторы выбрали его «из двадцати или тридцати наугад придуманных, как самое противное „на вкус и на ощупь“». После возвращения в Москву Аркадий Стругацкий 25 февраля писал брату о планах авторского сборника на 1965 год, куда должна была войти и «Попытка к бегству», и давал обещание, что «ХВВ мы напишем своим чередом, …смачно и не торопясь». Борис Натанович, перечитывая уже написанное к 27 февраля, заявил, что это «очень сыро, очень грубо, очень неотшлифовано и невнятно, но! Чувствуется какой-то поддон, что-то скрытое, напряжённое, что-то обещающее». В этом же письме предлагалось вести повествование от первого лица и обосновывалась необходимость, чтобы Жилин был кровно связан с городом, не являясь простым наблюдателем, «умным дедушкой среди расшалившихся внучиков». 10 марта Аркадий Стругацкий вновь приехал в Ленинград, и за две недели было написано восемь с половиной глав; работа прервалась переездом Бориса Стругацкого в новую квартиру на улице Победы. Как сообщал 3 апреля Аркадий Натанович, его жена сочла, что всё написанное — «это Лем в чистом виде». Борис Стругацкий отвечал, что это «симптоматично». Соавторы обдумывали некую правку для избавления от похожести, но сохранившиеся в архиве рукописные версии не слишком сильно отличались между собой и от опубликованного текста.
Размышления соавторов о завершении работы продолжались летом 1964 года, 14 июля издательство «Молодая гвардия» предварительно одобрило включение в издательский план сборника повести «Хищные вещи века» объёмом 15 печатных листов. 7 и 15 августа соавторы договорились о рабочей встрече в ноябре для завершения повести: на этот месяц приходился отпуск Бориса Натановича. 6 ноября Аркадий Стругацкий прибыл в Ленинград, и 11-го числа возобновилась работа над черновиком повести. Это единственная запись в рабочем дневнике того периода. 7 декабря чистовая рукопись была сдана «на машинку», получив высокую оценку жены и тёщи Аркадия Натановича. Борис Стругацкий сообщал 12 декабря (в этот день он получил билет действительного члена Союза писателей РСФСР), что чистовик читали его друзья — астрономы и математики, выразив сомнения в успешном прохождении цензуры. Коллега по Пулковской обсерватории Наталья Свенцицкая усомнилась, что Жилин не превратился в слегача.
В редакцию научно-фантастической литературы «Молодой гвардии» машинопись «Хищных вещей века» была подана 14 декабря 1964 года. В течение декабря Стругацкие получили ряд мнений коллег-фантастов и сотрудников редакции. Ариадна Громова считала удачным ходом, что повествование ведётся от лица Жилина. При этом она сочла, что в повести наблюдается большое сходство с «Возвращением со звёзд» Лема. Сергей Жемайтис, наоборот, заявил, что повесть скучна и не имеет сюжета. Разбор Всеволода Ревича Аркадий Стругацкий назвал «наиболее квалифицированным». С точки зрения Ревича, перекличка с Лемом сугубо тематическая, и «таких книг десяток нужен». Главным недостатком был назван образ Жилина, который «не цельный» и отношение которого к вещам Страны Дураков не связано с его собственным прошлым. «Ещё он из любопытства потребовал было, чтобы были переданы ощущения и сны Жилина в ванной, но потом забрал это предложение обратно». В связи с замечаниями, 30 декабря А. Н. Стругацкий предложил брату вставить несколько сцен, из которых следует, что «Жилин уже был в этой стране и в городе десять лет назад во время заварушки, командовал взводом или что-нибудь ещё. Полюбил эту страну, полюбил народ, дрался, как дьявол». Правка рукописи продолжалась в январе 1965 года.

### Прохождение цензуры

Иван Антонович Ефремов. Портрет с фронтисписа сборника рассказов «Алмазная труба» (1946)

Во второй половине января в редакции стало известно о серьёзных претензиях Госкомиздата к редакции фантастики, в результате 21 января Елена Ильинична Стругацкая (редактор-составитель одного из сборников фантастики, не пропущенного цензурой) обратилась к Ивану Антоновичу Ефремову с просьбой прочитать рукопись «Хищных вещей…» и, по возможности, написать к книге предисловие. Встреча А. Н. Стругацкого и И. А. Ефремова состоялась 1 февраля. Брату Аркадий Натанович сообщал, что роман Ефремову не понравился, как «джойсовско-хэмовским» стилем, так и некоторыми сценами:

Самое главное. Мир, нами описанный, настолько ярок и страшен, что не оставляет никакой надежды на что-либо хорошее для человечества. Это не советская фантастика, а западная, с горечью и ужасом перед будущим. Агентишки, как он величает Марию и Жилина, производят жалкое впечатление, совершенно очевидно, что и мир, который они представляют, так же жалок и беспомощен. Кстати, настолько нищи и убоги духом людишки в этой стране (впечатление: во всем мире), что слег выглядит бледным, никому не нужным атрибутом.

Он сказал, что предисловие, конечно, напишет, потому что любит нас и считает единственной надеждой советской фантастики (а он не очень-то разорителен на комплименты, впервые от него такое слышу), но, судя по разговору с Жемайтисом, с которым он виделся за день до этого, предисловие само по себе нам не поможет, и книгу просто остановят. Книга, сказал он, тем более опасна для нас и для всей советской фантастики, что написана она страшно талантливо и убедительно.
В середине февраля 1965 года соавторы встретились в Москве, приняв решение не расторгать договор с редакцией, и дополнили название подзаголовком «Книга первая. Авгиевы конюшни», чтобы создать впечатление о планах написания в будущем «Книги второй», где коммунистическое человечество побеждает возникшую на его теле раковую опухоль. Главный редактор подписал рукопись в печать без чтения, но при этом был убран эпиграф из Вознесенского, давший название книге. Редактор Бела Клюева своей волей убрала подзаголовки и все упоминания «Книги первой» из предисловия Ефремова. Вёрстка была получена А. Н. Стругацким 2 апреля, и ровно через неделю типографские работы были возобновлены. 24 июня, когда ожидался выход сигнального экземпляра, цензура задержала выпуск сборника. В экспрессивном изложении Аркадия Стругацкого это выглядело так:

Цензорша уже какое-то время боролась с кем-то из главной редакции и решила доказать свою правоту — она добивалась «повышения ответственности главной редакции, которая всё подписывает в печать, не читая». Взяла она нашу книгу, «возникли у неё сомнения», и она с торжествующими воплями бросилась в главную редакцию: вот, глядите, что вы в печать подписали! Главред, естественно, к Беле: что там опять эти жиды натворили? <...> Сомнений оказалось три, и за каждое хочется стрелять: 1) не может быть богатых стран, где всё есть, и одновременно нищих азиатских стран. 2) этот шпионаж в капиталистической стране — очень отдаёт привнесением революции на штыках. 3) в этой стране нет ничего, что бы можно было противопоставить разложению... Короче говоря, делу дан ход, главная редакция завертелась, остаётся ждать.
Решение вопроса было затянуто до августа 1965 года — до приезда из загранкомандировки директора «Молодой гвардии» Ю. С. Мелентьева, который был другом родителей Б. Клюевой. Аркадий Стругацкий сообщал брату в Ленинград 5 июля, что «матрицы поставлены в машины и готовы начинать шлёпать десятки тысяч экзов в день. Со склада привезли сто пятнадцать тысяч готовых обложек. Всё наготове. Только цензор оказался сукой. У меня здесь вообще такое впечатление, что мы случайно пали жертвой какой-то склоки между цензурой и главной редакцией». В конце концов Аркадий Стругацкий уехал с семьёй отдыхать в Одессу, и встречу с Ю. Мелентьевым 17 июля провёл единолично Борис Стругацкий в присутствии главы редакции фантастики С. Жемайтиса и Б. Клюевой. Борис Натанович сообщал брату, что расстались все «дружески», несмотря на то, что Мелентьев прямо требовал включить в книгу недвусмысленное указание на то, что ситуация была разрешена прямым активным вмешательством прогрессивных коммунистических сил. В итоге из текста убрали слово «угнетение» в месте, где Жилин говорит о положении в Стране Дураков, «столетний план восстановления» человеческого мировоззрения, предлагаемый Жилиным, стал просто «планом восстановления», а в финальную часть, где Жилин рассуждает о своих дальнейших планах, были сделаны вставки, намекающие на наличие как в самой Стране Дураков, так и за её пределами достаточного количества людей, готовых активно бороться с существующим положением вещей.
Сразу после разговора с кандидатом в члены ЦК КПСС Мелентьевым Борис Стругацкий внёс в рукопись все требуемые правки; текст повести предварялся «верноподданным» предисловием самих Стругацких. В связи с уходом директора издательства на повышение сборник был подписан в печать. 28 августа была сдана в печать окончательная вёрстка. Аркадий Стругацкий писал брату: «У меня уже выработалось к этой повестушке некое брезгливое отношение, слишком уж она захватана грязными руками, и не отмыться ей никогда». Борис Стругацкий в октябре сообщал, что «большинство людей так и не поняло, что цензура порезвилась — все недочёты за наш счёт».

### Издания
После цензурных и редакционных изменений «Хищные вещи века» были опубликованы стотысячным тиражом в составе одноимённого сборника в 1965 году. В советское время повесть переиздавалась редко и только периферийными издательствами: бакинским издательством «Азернешр» в 1980 и 1981 годах (в сборнике с «Трудно быть богом» тиражами 50 и 40 тысяч экземпляров) и в Кишинёве стотысячным тиражом в сборнике «Жук в муравейнике» 1983 года. Писатель-фантаст и биограф Стругацких Ант Скаландис утверждал, что азербайджанские издатели заплатили сумму, меньшую, чем была указана в договоре, а за тираж 1981 года попытались не заплатить вовсе, но соавторы «кажется, выцарапали… почти всё, что им полагалось». Он же писал, что затруднился бы оценить размер действительного тиража бакинского издания.
Борис Стругацкий негативно относился к «оптимистическим» вставкам в финале повести, поэтому настаивал на очистке от них текста. В первое собрание сочинений Стругацких издательства «Текст» (1991—1994) «Хищные вещи века» вошли в привычном читателям виде. В межиздательской «Библиотеке фантастики» и в серии «Миры братьев Стругацких» (1996) «Хищные вещи века» вышли, восстановленные по беловику 1964 года. Критик В. Дьяконов отмечал, что текст 1990-х годов (так называемый «канонический») является всего лишь одним из вариантов; вставной фрагмент «ничуть не выпадает из мировоззрения Жилина, естественным образом связывает ХВВ с идеями Воспитания и вполне логично завершает роман». «Мнение автора — это, конечно, серьёзно. Но осмелюсь заметить, что именно те, „искалеченные“ тексты принесли Стругацким любовь читателей». При составлении восьмого тома полного собрания сочинений группы «Людены» удалось установить по записным книжкам Бориса Стругацкого, что часть фрагментов, воспринимаемых Борисом Натановичем как «верноподданные» (например, антитеза «развлекаться или работать»), имелись в черновиках, относящихся ещё к началу работы над повестью. Они были возвращены в текст «Хищных вещей века».

## Социально-политическая проблематика и критика

### Положение философской фантастики в СССР середины 1960-х годов

Международное совещание по вопросам научно-фантастической литературы «Человек и будущее», Москва, август 1962 года. В центре космонавт Герман Титов, слева от него писатель-фантаст Александр Казанцев, крайний справа внизу министр иностранных дел Андрей Громыко, крайний слева в верхнем ряду Борис Стругацкий

Согласно мнению политолога Ю. Черняховской, появление философской фантастики в 1950-е годы на Западе и в СССР было связано с переходом к постмодернистскому мировоззрению. Главными ценностями постмодерна являются абсолютная свобода, спонтанность деятельности человека, игровое начало. Постмодернистское сознание нацелено на освобождение и отрицание от всякого рода норм и традиций, авторитетов любого ранга, включая государство, национальную идею, этические парадигмы. Постмодерн в европейской культуре пророс из критики рационалистических проектов Просвещения и Нового времени, основанных на доверии к кодифицированному разуму. Постмодерн оставлял за разумом лишь интерпретативно-толковательную функцию, то есть разум не познаёт истину, а интерпретирует её. Функциями философской фантастики являются осмысление социальных, политических и философских проблем, футурологическое прогнозирование. Основным её методом является гипертрофирование существующих тенденций, выделение некой тенденции, которая, по мнению аналитика, зачастую несёт в себе угрозу существующей политической системе либо, напротив, служит ей поддержкой, и создание государственной модели, где эта тенденция оказывается доминирующей. Эта модель может быть помещена как в прошлое, так и в будущее либо отдалена от существующего государства географически, может также находиться в неком искусственном мире, функционирующем по своим законам. Последнее характерно для Стругацких и присутствует в «Хищных вещах века». В СССР философская фантастика была сильно ограничена требованиями соблюдения научной достоверности и следования теории научного коммунизма.
В советской литературной среде 1950—1960-х годов получили распространение неформальные объединения наподобие салонов, участники которых встречались в непринуждённой обстановке в свободное время. В 1970-е годы неформальные образования превратились в литературные семинары, уже не имевшие значения для литературно-издательской политики и не влияющие на неё. В период работы над «Хищными вещами…» Стругацкие участвовали в неформальных кружках, объединяющихся вокруг И. А. Ефремова и А. Г. Громовой. Эти структуры противостояли окружению писателей старшего поколения, особенно А. Казанцева, и его последователей, в том числе Ю. Котляра, на уровне заседаний Союза писателей и выступлений в прессе. Задачей Громовой и А. Стругацкого было утверждение фантастики как способа социального и философского мышления и преодоление последствий насаждения «фантастики ближнего прицела». Ситуация сложилась так, что в руках участников салона философских фантастов оказалась редакция фантастической и приключенческой литературы издательства «Молодая гвардия». Члены кружка работали в издательстве, писали внутренние рецензии и многочисленные критические статьи на все фантастические произведения, издаваемые в СССР, и попадавшие в редакцию.
Идейные конфликты плавно переходили во вкусовые и личностные. На заседаниях Совета по научно-фантастической литературе 1964 года, чьим председателем был А. Н. Стругацкий, творчество Ю. Котляра было охарактеризовано как неудачное. В ответ на это писатель обратился с рядом писем в ЦК ВЛКСМ, обвиняя коллег в искажении идеи коммунизма, а редакцию фантастики — в монополизме и «неясности идеологической направленности». В переписке А. Стругацкого Котляр не единожды упоминался как представитель враждебного направления научно-технической фантастики и специалист по «фантастической халтуре». Конфликт писателей, судя по архивным данным, рассматривался в ЦК ВЛКСМ комплексно, что заняло около года. Собранный материал (включая рецензии на произведения и справки о гонорарах) подтверждали правоту обвинений Ю. Котляра в том, что среди изданий «Молодой гвардии» преобладали публикации группы сторонников философской фантастики. В подготовленном перечне произведений, в которых допущены идейные «просчёты и ошибки», фигурировали и «Хищные вещи века». 11 марта 1966 года было принято постановление ЦК ВЛКСМ «О недостатках в выпуске научно-фантастической литературы издательством „Молодая гвардия“», в котором был объявлен выговор главе редакции С. Г. Жемайтису. Вероятно, на каком-то из этапов расследования материалы дела передали в Отдел пропаганды и агитации ЦК КПСС, где 5 марта была выпущена «Записка» за подписью А. Яковлева.
Значительную часть объёма этого документа, помимо идеологических требований к советской фантастике, занимает рассмотрение конкретных произведений Стругацких, включая «Хищные вещи века». Ю. Черняховская, принимая во внимание позднейшие заявления А. Яковлева, что он сам и группа близких ему лиц в партийном аппарате в 1950-е годы поставила задачу разрушения системы ценностей советского общества, замечала, что в «Записке» под видом защиты чистоты идеологии наносился удар по самому актуальному средству пропаганды коммунистических идеалов. Особое внимание уделяется критике повести «Хищные вещи века». Модель общества потребления, спроектированная Стругацкими, критикуется за «высокомерное пренебрежение к материалистической философии», бесклассовость, «неуважение к … Человеку». Отдельно подвергается критике конструкт «массовой идеологии», который во введении к повести Стругацкие обозначают как ключевой для понимания текста.

В сущности, опубликование повести «Хищные вещи века» есть беспрецедентный случай в истории советской литературы, когда писатели, взявшись написать книгу об образе жизни «капиталистического» государства, не только не стремятся к анализу социальных сторон, но начисто отказываются от социальных оценок вообще, причем делают это, согласно авторскому замыслу, сознательно преднамеренно.
Как отмечала Ю. Черняховская, «принципиальный поворот в развитии фантастики в СССР был совершён в 1966 году, и непосредственное влияние на него оказала „Записка“ А. Яковлева». Стругацкие к тому времени не создали ещё ни одного произведения, в которых можно было бы явно усмотреть пессимизм и идеологическую двусмысленность, удар наносился по коммунистической фантастике. Впрочем, наметившаяся опала не состоялась, и в том же 1966 году была подписана в печать «Улитка на склоне».

### Критическая полемика вокруг «Хищных вещей века» второй половины 1960-х годов и её отголоски
В сборник «Хищные вещи века» 1965 года были включены два предисловия — И. А. Ефремова и Б. Н. Стругацкого, последнее подписали оба соавтора. Иван Ефремов констатировал «приглушение читательского интереса к так называемой „технической“ фантастике» и возрастание общественной потребности в социальной фантастике, которая бы описывала становление нового человека в новом обществе, хотя бы и воображаемом. Это явление связывалось с поставленной XXII съездом КПСС задачей воспитания людей коммунистического общества. Книги Стругацких обозначались как воспитательные, в которых прослеживается формирование нового в человеке, демонстрируется преодоление старого мировоззрения, обычаев и привычек, отживших форм общественной жизни. В «Хищных вещах века», по словам Ефремова, Стругацкие в резкой, почти гротескной форме продолжили «борьбу против буржуазной идеологии», показали реальное капиталистическое государство, разлагающее души людей, воспитывающее «отупелых потребителей». Стругацкие создали модель воображаемого общества, где люди могут не задумываться о завтрашнем дне и о куске хлеба; однако, имея всё, опускаются до животного состояния, и даже лучшие из них могут лишь мучиться и погибать. «Повесть А. и Б. Стругацких насыщена ненавистью к подобному благополучию, достигнутому ценой измельчания идей, чувств, человеческой личности. Ему противопоставляется уверенность в первостепенной ценности и победе духовных идеалов коммунизма». В предисловии «От авторов» Стругацкие также сообщали, что речь в повести идёт о современном капиталистическом обществе, и даже ссылались на Маркса и Ленина. Страна Дураков — гротеск, условная социальная модель, необходимая для демонстрации духовной смерти, которую несёт человеку буржуазная идеология. «Нам хотелось передать читателю нашу ненависть к сытому мещанскому неблагополучию и нашу уверенность в необходимости борьбы за коммунистические духовные идеалы».
18 января 1966 года в официозе «Известия» вышла статья писателя-фантаста В. И. Немцова, который обратил внимание на авторское предисловие, не сомневаясь в его искренности. Однако, по его мнению, описанное в «Хищных вещах века» общество, по сути, ничем не отличается от коммунистического: все веселы и добры, все материальные ресурсы бесплатны «в обеспечение личных потребностей».

Уже в первые минуты пребывания здесь Жилин узнает от курортного агента Амада, что ему «предстоит пройти двенадцать кругов рая». И это вовсе не шутка. Оказывается, не такие уж дураки живут в «Стране Дураков». Местный абориген доктор философии Опир сообщает: «Девяносто девять процентов моих сограждан уже сейчас живут в мире, где человеку доступно практически всё мыслимое».
Авторы пытаются обличать этот мир с помощью «громких тирад и заклинаний», однако «…обличения не получается, как не получается и обещанного в предисловии гротеска. Вещи оказываются не столько хищными, сколько привлекательными».
28 января И. А. Ефремов опубликовал в «Комсомольской правде» статью «Миллиарды граней будущего», прямо направленную против выступления В. Немцова «с позиции своих давно скомпрометировавших себя взглядов, основанных на вкусовщине и непонимании сложности современных процессов общественного развития». Впрочем, «Хищные вещи века» были названы И. А. Ефремовым «недоработанными в художественном отношении», однако поставленная проблема «власть вещей» уже отражается в деле воспитания новых поколений. Обращение Стругацких к данной проблематике обозначено как «очень своевременное». 1 февраля в защиту Стругацких на страницах «Литературной газеты» выступили литературные критики Е. Брандис и В. Дмитревский. Полемизируя с В. Немцовым, они отмечали: «Быт и нравы „Страны Дураков“ настолько отвратительны, что при всём желании нельзя увидеть в этом мире хищных вещей и легко доступных наслаждений прообраз желаемого будущего». Впрочем, и Брандис с Дмитревским назвали «Хищные вещи века» недоработанными в художественном отношении, подразумевая, что «мало показан мир, противостоящий паразитическому, прогнившему обществу, изображённому в этой повести». В «Литературной газете» от 10 февраля вышла статья профессора-экономиста М. Федоровича, который не соглашался как с трактовкой В. Немцова, так и положительной оценкой повести Брандисом и Дмитревским. Рассуждая с позиции политэкономии, он заявил, что обозначенный как «неокапитализм» социальный строй в «Стране Дураков» должен оставаться капитализмом, однако изображено некое бесклассовое общество, в котором «вещи века» разлагают социум сами по себе. «А что такое вообще неокапитализм? Он очень смахивает на „народный капитализм“, который рекламируют учёные апологеты капитализма. Выходит, что Стругацкие невольно поверили в возможность создания „народного капитализма“, который якобы обеспечит народу полную занятость, короткий рабочий день и изобилие». Не понравилось М. Федоровичу и то, что интели борются с неокапитализмом террористическими актами, не заявляя о своих общественных идеалах и целях. Точно так же непонятно, какие цели ставит Совет Безопасности, агенты которого работают в Стране Дураков. «Итак, всемерно желая фантастическому жанру дальнейшего развития, приветствуя появление новых книг писателей-фантастов, нельзя не помнить при этом о требованиях социальной чёткости авторских позиций».
Обозреватель книжных новинок «Знания — силы» В. Ган полностью привёл строфу А. Вознесенского, давшую название повести. Рецензент подметил, что радужное описание материального благополучия не затмевает тотального отчуждения в обществе, в котором каждый отделён друг от друга «стеной из воздуха». Описания десятков разных людей только подтверждают, что в обществе тотального изобилия «ты даже собственной жене и детям не нужен». Единственным живым чувством в обществе, в котором не нужно бороться за кусок хлеба, остаётся ненависть. Общественная жизнь распадается на действия микрогруппок, враждебных друг другу и всему на свете. Цели их извращены, как у «меценатов», которые уничтожают произведения искусства. Однако братья Стругацкие — писатели-оптимисты и вкладывают в уста Жилину лозунг: «Какая предстоит работа!» В. Ган назвал «Хищные вещи века» повестью-предупреждением о сохранении человеческой души, представителем социальной и даже философской фантастики, «событием в современном преображении фантастического жанра». Критик журнала «Юность» Ал. Горловский рассуждал, что ещё В. И. Ленин мечтал о жанре романа-предупреждения, советуя А. Богданову написать роман о том, как «хищники капитализма» лишили Землю всех ресурсов. В середине века фантастика взяла на себя функции социальной лаборатории, в которой проигрываются разные варианты общественного развития. Отношение А. Горловского к «Хищным вешам века» было двойственным: с одной стороны, он признавал, что читатели смогут задуматься, насколько опасно для человеческой личности сделать смыслом жизни погоню за наслаждениями. С другой стороны, А. Горловский отмечал, что поначалу не слишком очевидна экономико-социологическая база Страны Дураков. В этом отношении беспечный читатель махнёт на предупреждение рукой: «Ну меня-то это лично не касается, потому что происходит в капиталистическом мире». Ранее А. Горловский опубликовал положительную рецензию на повесть в газете «Труд».
Консервативно настроенный писатель-фантаст Юрий Котляр в статье, опубликованной в журнале «Октябрь», отметил, что принцип потребления в Стране Дураков является коммунистическим (по потребностям), а не капиталистическим. «Хищная» сущность вещей как раз возможна при капитализме, в условиях неравенства, когда меньшинство обладает изобилием вещей, достающихся без труда; для большинства этот процесс обратный. Поэтому «Страна Дураков» была объявлена авторским наброском, «над которым ещё работать и работать», или даже «обидной карикатурой на наше близкое будущее». Итоги дискуссии были подведены в партийном официозе «Коммунист» в статье писателя-фантаста Виктора Сапарина. Он отмечал, что «повесть не допускает лёгкого к ней отношения» и в жанровом отношении она близка зарубежным антиутопиям, авторы которых смотрят на человека и его будущее с пессимистических позиций. В. Сапарин попытался реконструировать большой мир за пределами Страны Дураков; выясняется, что в огромном большинстве стран мира ещё существует капитализм и роль стран социалистического лагеря в нём неясна. Советский человек Иван Жилин выступает как тайный эмиссар загадочного Совета Безопасности. При этом в педагогических рассуждениях Жилина нет «даже отдалённого представления о научном коммунизме», а педагогика понимается как наука, совершенно лишённая социального содержания. В этом вымышленные Стругацкими советские педагоги Криницкий и Милованович близки «некоторым буржуазным социологам». Равным образом, и Жилин принимает эту концепцию и «не видит социальных сторон даже в самых крупных событиях истории». Это естественно: он не может опираться на социальные силы, которых в Стране Дураков попросту нет, ибо задача последней войны всего человечества — «развитие потенций мозга Человека Невоспитанного». Соответственно, ставится вопрос, что если «Хищные вещи века» — это повесть-предупреждение, то о чём и кого авторы предупреждают. В любом варианте В. Сапарин утверждает немарксистское представление Стругацких о путях развития человечества. Отголоски подобных высказываний звучали и позднее по адресу последующих произведений Стругацких в жанре социально-психологической фантастики, в ряду которых вспоминали и о «Хищных вещах века». В 1969 году доктор филологических наук А. Белоусов характеризовал экспериментальную модель Страны Дураков как «неострой», структурно впавший «в какой-то всеобщий маразм». «Созданная писателями мрачная картина нравственного распада и измельчания обитателей Страны Дураков, распространяющих свое тлетворное влияние на человечество, конечно же, никак не согласуется с традициями советской фантастики, возвеличивающей человека — творца, создателя всех материальных и духовных ценностей, преобразователя природы, верящего в прекрасное будущее!».
Критик-фантастовед А. Ф. Бритиков в выпущенной в 1970 году монографии «Русский советский научно-фантастический роман» рассматривал «Хищные вещи века» как утопию, содержащую предупреждение, что в некапиталистическом мире научно-технический прогресс не будет автоматически равнозначен прогрессу социальному и благополучный исход борьбы против войны не снимет в одночасье унаследованных от капитализма проблем. Для решения своих задач Стругацкие скрыли идейно-политическую установку и активно задействовали реалистический психологизм. Отдельно была поднята проблема слега, поскольку в контексте писатели могли бы «избрать и вовсе реальную заразу», ибо «цивилизация дьявольски изобретательна на вещи, пожирающие человека». Однако слег — это символ бесцельного достатка, который застиг врасплох неустойчивые души. «Люди, которых извечно подстёгивала лихорадка накопительства, в один прекрасный день вдруг обнаружили, что цель жизни достигнута и никакой другой нет. Ибо высшие, подлинно человеческие потребности не развиты. Остаётся слег». А. Бритиков отмечал, что Стругацкие абстрагировались от того, как могла появиться Страна Дураков в социалистическом окружении, и заявил, что «от фантастов нельзя требовать ответа на вопросы, которые разрешит только живая практика истории». Критик признавал известную близость проблематики «Хищных вещей…» лемовскому «Возвращению со звёзд», в котором тоже представлена опасность отчуждения человека от своей человеческой сущности. Однако у Стругацких «художественное решение холодней, дидактичней, декларативней. Жилин раздваивается между жалостью к жертвам сытого неблагополучия и ненавистью к закоренелому мещанину. Нечего возразить против социальной педагогики, которую Жилин формулирует в финале, но куда более впечатляет его ненависть». А. А. Урбан рассматривал «Хищные вещи века» в контексте поиска Стругацкими таких форм социального вмешательства, которые удовлетворяют нравственным нормам. Коллизия крайне необычна: слег засасывает Страну Дураков в трясину, при этом его изобретатели, «вероятно, уже давно умерли в своих ваннах», а их творение доступно каждому, «как табак, мыло или зубной порошок». Иными словами, уклониться от вмешательства невозможно и даже преступно, но опереться можно разве что на детей и тех взрослых, кто недоволен окружающей обстановкой. «Провозглашается одно из самых благородных вмешательств в жизнь — вмешательство культуры, науки, философии. Вмешательство идей, мировоззрения, педагогики. Оно помогает сохранить историческую память и уберечь созданные ценности». Выводы эти названы банальными и общими, так как отсылали к злободневным для 1965 года интересам советской прозы, поэзии и публицистики. Образ Ивана Жилина А. А. Урбан назвал неудачным, ибо чрезмерный масштаб возложенных на него задач делает его психологическое начало недостаточно индивидуальным. Ему не хватает интимных черт, а испытываемые Иваном чувства нивелируются обязательным публицистическим диалогом после очередной решённой задачи, давшейся большим трудом и ценой серьёзных нравственных колебаний. Впрочем, «…даже в самых схематических произведениях Стругацких сильна изобразительно-пластическая сторона. Построенные ими миры не бесплотны. Стругацкие умеют придумывать множество деталей, „сочинять“ быт, образ действия, поведения...».
В предисловии к переизданию «Хищных вещей века» в кишинёвском сборнике 1983 года Александр Мирер (под псевдонимом «А. Зеркалов») однозначно отнёс повесть к жанру романа-предупреждения, в котором «выпукло» представлена «исчерпывающая модель целого класса общественных явлений». Слег — это символ возможностей, открываемых человечеству технической цивилизацией, но не ожидаемых и не предвиденных её создателями. «Сверх заработанных дивидендов, цивилизация преподносит нам дармовые». Слег может сравниваться с Золотым шаром пришельцев из повести «Пикник на обочине». Введение мотива фантастического дара позволяет задавать вопросы этического плана, так как наука и техника сами по себе являются благом и даруют благо, но в руках бездумного потребителя оборачиваются совершенно иной стороной. Стругацкие заявляют, что общество, как никогда, легко может сделаться рабом собственного благополучия, «фигурально говоря, превратить свое имущество в хищника». А. Мирер отметил, что, хотя «острие книги направлено против буржуазной идеологии, но кое-что здесь касается и нас, в той мере, в какой следы буржуазного мироощущения сохранились в нашем сознании». Поэтому «Хищные вещи века» носят откровенно дидактический характер, авторы её прямо обращаются к своему читателю и называют вещи своими именами.

### «Хищные вещи века» в эпоху перестройки
Литературные критики 1980-х годов нередко рассматривали «Хищные вещи века» в общем контексте творчества Стругацких. Ирина Васюченко отмечала, что в творчестве писателей с самого начала была не «забава ума», а «обострённая чуткость к злобе дня». Самые ранние повести, особенно «Страна багровых туч», описывают «бесхитростную картину мира», которая «дала трещину» уже ко временам написания «Стажёров». В «Хищных вещах века» трещина углубляется и становится болезненней, герою противостоят «уже не трясины и скалы дальних миров, а коварство и тупая свирепость людей». Марк Амусин также утверждал, что «Хищные вещи века» являются хорошим примером, насколько широко Стругацкие понимали актуальность. Эпиграф из Сент-Экзюпери о возвращении людям духовного содержания трактовался критиком как точное выражение направленности и масштабности творческих усилий писателей. Стругацкие очень рано разработали собственную философию жизни, которая активно проводилась в их творчестве. Жизнь сложна, природа вовсе не благоволит человеку, требуя от него максимального напряжения сущностных сил для разгадки тайны бытия и достойного ответа на извечный вызов Вселенной. Утверждение человеческого достоинства неотделимо от преодоления сопротивления субстанции бытия, и смысл жизни заключён в нём же. Альтернативой телесным и нравственным усилиям является лишь тягостное рутинное «отбывание» жизни. Поэтому «Хищные вещи века» названы Амусиным «очной ставкой» между «Человеком Созидающим» и «Человеком Невоспитанным». Город Дураков — это воплощённая мечта обывателя, с возможностью мало работать и много со вкусом отдыхать. Однако такое общество разъедено скукой и страдает «несчастьем без желаний». Томление духа выливается в самые уродливые формы активности.
Философ Владислав Сербиненко отмечал, что Стругацкие в полной мере отдали дань антимещанскому пафосу литературы 1960-х годов. «Хищные вещи века» он именует «популярнейшими» и соглашается с антиутопической природой повести, ставшей «первой настоящей удачей писателей». Стругацкие в этой повести перешли к тотальной критике утопического будущего, используя приём остранения. Антиутопическую идеологию выражает лжепророк доктор философии Опир, которому противостоит истинный носитель утопического идеала — Иван Жилин, имеющий за спиной могущественную спецслужбу. «Так что утопическое сознание и в „Хищных вещах века“, несмотря на общую мрачновато-сатирическую тональность повести, свои права сохраняет». Сербиненко отвергал критику Стругацких за игнорирование классовой сущности описанного ими общества, ибо писатели ставили глобальную философскую задачу — отвергнуть вещизм через его предельные формы. Для этого наилучшим образом подходил условный Запад XXI века. Стругацкие оперировали понятиями общечеловеческого духа и общечеловеческого зла, для которых различия в «классовой структуре» непреодолимой преграды не составляют. Вселенская природа зла выражена в фигуре всё того же доктора Опира; критик считал его карикатурой на Г. Маркузе. Не скрывали Стругацкие и того, что Жилин далёк от понимания путей осуществления активно разделяемых им идеалов. В жилинской глобальной программе воспитания нет, в сущности, ничего, кроме «просвещенческих» надежд. Однако писательское развитие на этом не застопорилось.
Критик О. В. Шестопалов всецело помещал «Хищные вещи…» в политический контекст: к 1965 году, времени публикации, «концепция быстрого построения коммунизма называется уже попросту волюнтаризмом». Именно поэтому Жилин уже на первой же странице повести обнаруживает не совсем то, что хотелось бы видеть человеку коммунистического мира. Метафорой границы между мирами — не физической, а мировоззренческой — выступает таможенный барьер. Таможенник обращает внимание приезжего на «наше солнце», «прекрасное утро». Между тем в воспоминаниях Ивана хлещет дождь и догорает техника, вызывая почти болезненный контраст с настоящим. Общество, в котором он оказался, «изнасиловано бездельем и, следовательно, ненужностью людей самим себе», и всеобщее непонимание друг друга объясняется также тем, что обыватели не понимают самих себя и того простого факта, что плодотворный труд является физиологической потребностью человеческого организма. А высочайший уровень жизни уничтожил разделение на тружеников и трутней, остались только люди с разными хобби. О. Шестопалов прямо писал, что Стругацкие обнаружили в своей современности симптомы девальвации мысли и труда и писали о «потребительском коммунизме».

### Постмодернистские интерпретации западных критиков
Хорвато-канадский литературовед Дарко Сувин в 1974 году в статье «Творчество братьев Стругацких» рассматривал «Хищные вещи века» в контексте ранних утопий, с которым его связывает фигура космонавта Жилина, ставшего агентом секретной службы ООН. Страну Дураков Сувин именовал «демилитаризованным капиталистическим государством с высоким уровнем благосостояния — в мире, где доминирует социализм». Она была описана Стругацкими как «сочетание осовремененных США, описанных Хемингуэем, Раймондом Чандлером или гангстерскими фильмами, с фольклорным „тридевятым царством“». Сувин счёл, что общественная модель не была описана с достаточной степенью обобщения, «чтобы можно было говорить об иносказательной социофилософской модели государства массового благосостояния».
Польский стругацковед Войцех Кайтох рассматривал «Хищные вещи века» как закономерное развитие утопического мышления Стругацких, которые были последовательными позитивистами и трактовали фантастические миры как «научные». «Завершением флирта» с правдоподобным по-марксистски будущим стало создание модели мира, неправдоподобного с точки зрения официальной идеологии. Кайтох связывал замысел мира «ХВВ» с влиянием И. А. Ефремова и вопросами «рогаток» на пути к коммунизму «Туманности Андромеды». Таким образом, мир Страны Дураков — это модель интеллектуального капитализма с экономической структурой социализма или модель «экономического социализма, сохраняющего капиталистическое невежество». С позиции марксизма-ленинизма данная модель заведомо невозможна, ибо противоречит марксистскому закону соответствия базиса и надстройки. Текст был обоюдоострым: Стругацкие стремились вскрыть социальное зло зажиточного Запада и одновременно предостеречь от пренебрежительного отношения к интеллигенции. Таким образом, критики-ортодоксы были правы: Страна Дураков, хотя и называлась в предисловии и в тексте капиталистической, не имела отличительных экономических черт капитализма и не могла их иметь. Заверение самих авторов, что они имели в виду капитализм и только капитализм, закономерно вело к прочтению гротесковой и аллюзионной действительности их повести серьёзно — как антиутопии. При этом, согласно В. Кайтоху, «Хищные вещи…» были антиутопией в композиционном плане и вдобавок являлись антиутопией специфически советской, хотя и представленной в форме «антиутопия в утопии». До «Часа Быка» это был единственный представитель данного жанра в советской литературе.
Войцех Кайтох не считал «Хищные вещи века» ни творческой удачей их авторов, ни успешной антиутопией. Критик полагал, что «переодевание гротеска в футурологические одежды, представление абсурда как видения „всерьёз“ не было счастливым решением», так как мешало считыванию слоя аллюзий, которые превращались в разбросанные политические колкости и не складывались в единый образ. По мысли критика, абсурдное, то есть несерьёзное видение социальной утопии в «ХВВ» сочетается со вполне серьёзной футурологией, касающейся в том числе вопросов наркотизации. Идея слега опередила «Насморк» Лема, то есть концепцию совершенно случайного возникновения новых опасностей для цивилизации (слег является спонтанно обнаруженным соединением стандартных изделий). Слег воздействует на мозг, создавая иллюзорное видение, неотличимое от реальности. Этими вопросами занимался также Станислав Лем, а в США —— Филип Дик, но сами Стругацкие ссылались на книгу Кингсли Эмиса «Новые карты ада: исследование научной фантастики» (1961). По Кайтоху, «Хищные вещи века» — невыдающаяся книга с упрощённым повествованием, чрезмерной описательностью, отсутствием психологизма и слишком напоминающим «Стажёров» «ура-оптимистическим» окончанием. Отчасти это объясняется тем, что утопический (как и антиутопический) жанр в обязательном порядке требует широких квазинаучных описаний и порождает нежизненность героев. Именно эта повесть стала поворотной для формирования историософского пессимизма Стругацких, пришедших к идее, что «человек сам по себе не стремится к интеллигентности и самостоятельности мышления, а цивилизованная часть его натуры — всего лишь тонкая скорлупка, созданная силами педагогов или давлением требований борьбы за быт».

### Литературоведение и философия XXI века о «Хищных вещах века»

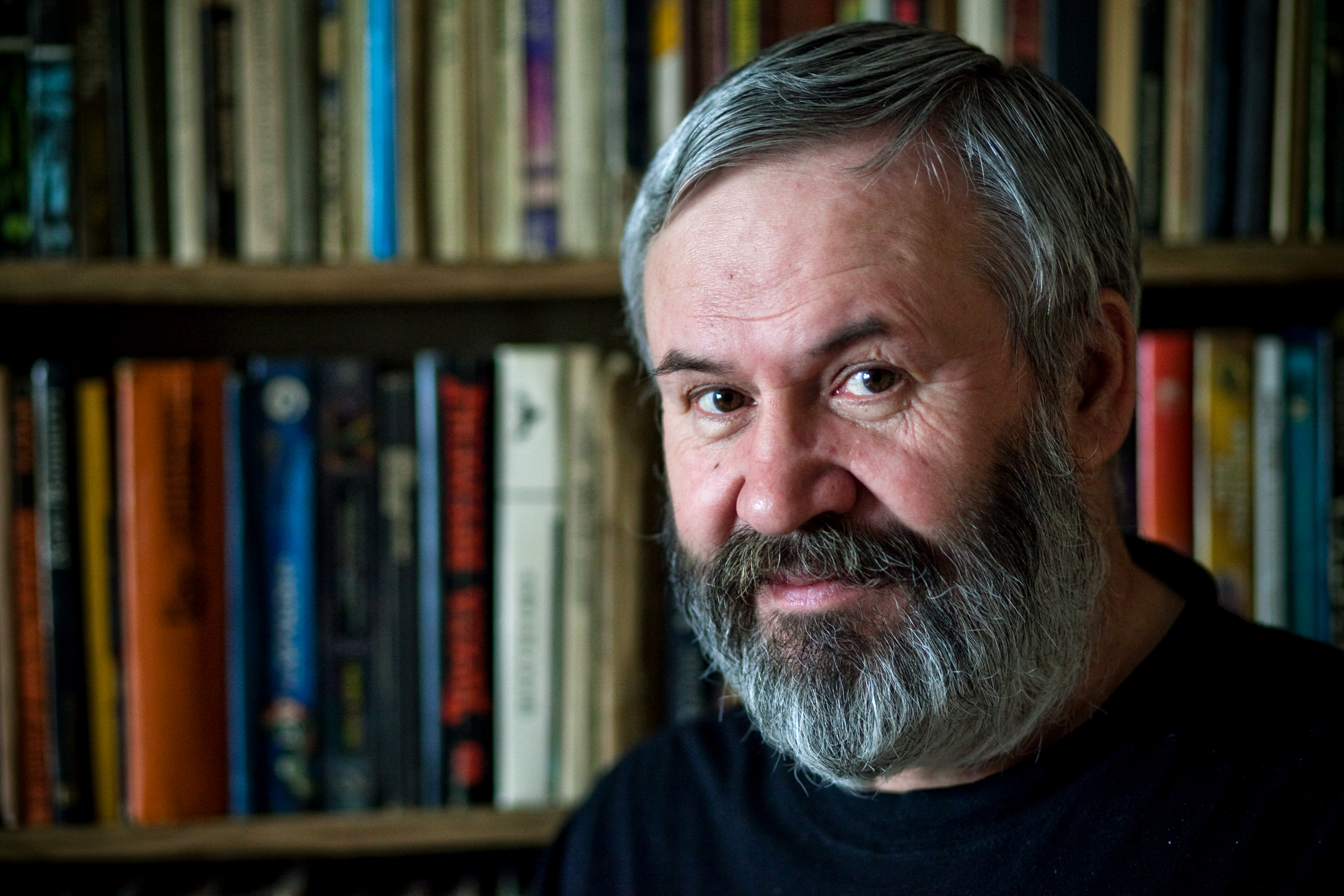
Владимир Иванович Борисов — исследователь творчества Стругацких

Виктория Милославская (Северо-Кавказский федеральный университет) вслед за Д. Сувиным определяла жанровую принадлежность «Хищных вещей века» как «детектив-экшн» и вписывала его в общий контекст раннего творчества Стругацких. Повесть, согласно её мнению, соответствовала советским идеологическим установкам: общество потребления будет уничтожено, а путь к его спасению может быть подсказан только воспитанниками и представителями социалистического общества.
Публицист и политолог Борис Межуев утверждал, что «Хищные вещи века» — это важный текст для понимания сходства и несходства общественных моделей братьев Стругацких и Ивана Ефремова и одно из наиболее значительных произведений Стругацких. Ефремов во многом находился у истоков нео-, пара- и крипто-марксизма, который является основой значительного сегмента как современной российской фантастической литературы, так и общественной мысли. При этом обычно разногласия между Ефремовым и Стругацкими исследователи сводили к сугубо художественным нюансам. Стандартной является точка зрения, основанная на собственных интервью и публицистических разъяснениях Стругацких, что они «отказались описывать обитателей Мира коммунистического будущего в виде неких сверхлюдей, обладающих определёнными сверхвозможностями и практически лишённых недостатков. Вместо этого они изобразили жителей Мира Полдня как своих коллег по советскому НИИ или же писательскому цеху». По мысли Б. Межуева, это не так, и данный нюанс отражает философское различие двух писателей. Политолог вскрыл тесную связь романа Ефремова «Лезвие бритвы» и «Хищных вещей века». В «Лезвии…» один из главных героев ставит неразрешимую проблему, говоря, что «Есть вещи, которыми нельзя заниматься, пока не будет лучше устроено общество на всей нашей планете, и учёным следует думать об этом». Там же описана опасность исследований, связанных со стимуляцией определённых участков мозга: «Вызывают ощущения страха или счастья, полного удовлетворения — эйфории. Пока у крыс и кошек, но мостик-то ведь узок». По сути, здесь в концентрированном виде представлена вся идейная проблематика повести «Хищные вещи века». Ефремов утверждал, что искусственная стимуляция эйфории грозит лишь «невоспитанным» обитателям современного мира, но не совершенным людям победившего коммунизма. Напротив, у Стругацких слег есть потенциальная угроза не только для разлагающегося капиталистического, но и для восходящего коммунистического мира. Аналогичные наблюдения выдвинул В. В. Комиссаров, отмечавший, что, хотя ни Ефремов, ни Стругацкие не использовали термины «постиндустриальный переход» и «постиндустриализм», между литературно-футуристическим образом марксистского коммунизма и современными представлениями о постиндустриализме много общего.
Согласно Б. Межуеву, принципиально отличались взгляды Ефремова и Стругацких на природу человека. Ефремов, будучи ортодоксальным марксистом, следовал просвещенческому гуманизму (в традиции руссоизма), полагал природу человека доброй и совершенной, не придавая значения антропологическим открытиям Ницше и Фрейда. «Доброе» в человеке более фундаментально, чем агрессия и жестокость. В этом смысле «воспитание» человека коммунистического общества состоит в выявлении и развитии изначально присущих ему нравственных качеств. Зло — продукт извращённых общественных отношений и тлетворного влияния авраамических религий. Стругацкие оказались инноваторами не только в советской фантастике, но и в советской культуре, осознав, что «человек по своей природе, именно биологической природе, уязвим и несовершенен». Непонимание этой фундаментальной разницы делает непонятными «Хищные вещи…» и далее написанную «Улитку на склоне».
Политолог Юлия Черняховская относила «Хищные вещи века» к этапу, когда Аркадий и Борис Стругацкие были сторонниками марксизма в вопросе распространения материальных благ. Главной угрозой для построения коммунизма в этот период они считали мещанство — массу людей, которые приобщены к современной цивилизации, но остались на предыдущем, «феодальном» культурном уровне. В повести проводится мысль, что общество досуга и гарантированного потребления, даже освобождённое от угнетения любых видов, будет несвободным, приведёт к подчинению человека примитивным потребностям, приобретающим всё более извращённый характер, а вовсе не «возвышению» человечества. Достижения науки и техники окажутся поставлены на службу всё увеличивающейся примитивизации человека. Основываясь на опубликованных интервью Стругацких 1970—1980-х годов и источниках личного происхождения, Ю. Черняховская показала, что и через два десятилетия после написания повести Стругацкие считали мещанство угрозой деградации поступательного развития человечества, путём к регрессу. Альтернативой обществу потребления в тот период они считали само развитие цивилизации: с точки зрения писателей, функцией любой цивилизации является создание кардинально новых потребностей, и она должна создать альтернативу материальным потребностям. Этой же цели должна служить и система воспитания. Общество будущего ни в коем случае не будет страдать от нищеты или недопотребления, ибо экономика и культура должны развиваться параллельно.
Дмитрий Быков обратил внимание на специфику личностных качеств идеальных коммунаров Стругацких. Советские герои в их повестях — это сильные люди с экстремальным опытом, да и вообще «самое страшное противоречие художественной Вселенной Стругацких заключается в том, что хороших людей по-прежнему формирует только война; что именно война является основным занятием этих хороших людей; что больше их взять неоткуда. А сама война при этом — дело срамное и смрадное, и первое побуждение всякого нормального человека — сбежать от неё». Практически продолжила эту же мысль филолог М. В. Шамякина (Институт пограничной службы Республики Беларусь), рассматривая, однако, единственного персонажа — Ивана Жилина. Это суровый, преодолевший многие трудности коммунист, «своего рода Павка Корчагин, которому повезло». Он не имеет родных и, очевидно, воспитан в системе прогрессивной педагогики, которую пропагандировали Стругацкие. Будучи космолётчиком, Жилин привык ежедневно подвергаться смертельной опасности, проистекающей от обстоятельств и неумолимого действия сил природы, но в то же время как никто лучше знает ценность созидательного труда и прочих атрибутов романтических первопроходцев. Однако он обладает острым чутьём на непродуктивные пути развития общественных институтов, из-за чего в «Стажёрах» навсегда остался на Земле, а в «Хищных вещах…» не соглашается с начальством, не способным предложить приемлемых методов борьбы со слегом. При этом Иван воспринимает систему, в которой жил и воспитывался, как единственно правильную, и очень не любит мещан и обывателей, к которым неизменно строг
Библиограф Владимир Борисов в 2023 году также отмечал, что в XXI веке описанный Стругацкими мир привлекательных «хищных вещей» стал реальностью, что удивило и дожившего до новых времён Бориса Натановича. Говоря о требовании Бориса Стругацкого убирать из новейших переизданий «Хищных вещей века» вставок, сделанных под давлением критиков и редакторов, В. Борисов заметил, что здесь были правы обе стороны конфликта. «Братья Стругацкие вошли в мировую культуру такими, какими вошли. С цензурными и редакторскими правками <…>, с той точкой зрения, которую они выражали в литературе в начале 1960-х годов. Это их подцензурные тексты создали целые пласты образности, фразеологии и идей, которые стали одной из основ интеллигентской культуры конца XX — начала XXI века». Прав, однако, был и Борис Стругацкий, так как повесть оказалась востребована новыми временами и новой страной едва ли не в большей степени, чем во время написания. «Прошло более полувека. Очень немногие книги переживают такой срок».

### Авторское восприятие
В «Комментариях к пройденному» Борис Стругацкий однозначно утверждал, что всё, написанное в «Хищных вещах…», сохраняет свою актуальность, в том числе в контексте отношения к Миру Изобилия. Авторы «числили ХВВ среди лучших своих опусов». При этом сами братья Стругацкие изначально были убеждены, что писали антиутопию, в которой «каждому уважающему себя человеку тошно и стыдно жить». Впрочем, согласно Б. Стругацкому, уже в 1970-е годы он, отчасти под воздействием общения с читателями, «глянул на мир „хищных вещей“ глазами непредубеждённого, неангажированного человека, далёкого от очевидных, но не так уж чтобы общепринятых, хотя и вполне достойных, постулатов типа „человек создан для творчества“, „человек — это звучит гордо“, „правильно мыслить — вот основной принцип морали“».

И этими глазами я увидел мир, не лишённый, разумеется, своих недостатков, в чём-то — убогий, в чём-то — пакостный, в чём-то — даже непереносимо отвратный… Но при всем при том — содержащий в себе немало светлых уголков и оставляющий, между прочим, широчайший простор и для духовной жизни тоже. Ведь человек в этом мире — свободен. Хочешь — обжирайся и напивайся, хочешь — развлекай себя нейростимуляторами, хочешь — предавайся персональному мазохизму. Но с другой-то стороны: хочешь учиться — учись; хочешь читать — читай, всё, что угодно и сколько угодно; хочешь самосовершенствоваться — пожалуйста; хочешь, в конце концов, чистить и улучшать свой мир, хочешь драться за достоинство человека — ради бога! — это отнюдь никем не запрещено, действуй, и дай тебе бог удачи! Ты волен в этом мире стать таким, каким сможешь и захочешь. Выбор за тобой. Действуй.
Борис Натанович Стругацкий неоднократно высказывал аналогичные мысли и идеи в интервью 1980-х годов и в офлайн-интервью (переписке с поклонниками в форме вопросов и ответов, которая продолжалась на сайте «Русская фантастика» с 1998 года до самой кончины писателя в ноябре 2012 года). В беседе Бориса Стругацкого, Бориса Вишневского и Юрия Карякина 5 марта 1992 года (частично опубликованной в газете «Вечерний Петербург» 2 июня 1992 года) на вопрос, что в мире спустя сто лет будет похожим на написанное Стругацкими, писатель без колебаний указал на «Хищные вещи века», назвав это общество «очень неплохим» именно в силу того, что «каждому своё, каждый волен заниматься тем, что ему нравится и что ему по силам». Это не отменяло того, что жить самому Борису Натановичу хотелось бы в Мире Полудня, поскольку он и «был написан специально — как мир, в котором мы хотели бы жить».

## Литературные особенности

### Фабульно-проблемная повесть
Литературовед Марк Амусин причислял «Хищные вещи века» к новому этапу в творческом развитии Стругацких, который определял как «фабульно-проблемный». Предшественником в этом направлении стало предыдущее произведение писателей — «Трудно быть богом». Обе повести демонстрируют одинаковый сюжетный ход: посланец коммунистического общества — разведчик, облеченный секретной миссией, — вынужден работать во враждебном окружении. Разница в том, что Иван Жилин оказывается в «альтернативно-утопической реальности», а не на другой планете. Город Дураков, по мнению М. Амусина, более всего напоминает раблезианскую Телемскую обитель с её девизом «Делай что хочешь». Впрочем, у Рабле обитель населяли мудрецы и искатели истины, тогда как обыватели Города Дураков оказались захвачены изобилием врасплох. В «Хищных вещах века» Стругацкие впервые сформулировали свою идею глобальной социальной педагогики как единственного средства совершенствования человеческой природы, подавления её низменных, энтропийных начал. По Амусину, в этом парадоксально уживались «ницшеанско-марксистские» и вполне либеральные мотивы, а сама высокая педагогика сравнивалась с алхимическим действом: «преодолением, возгонкой наличного человеческого материала» и ненасильственным способами осуществления. «Хищные вещи века» реализуют один из постоянных лейтмотивов всего творчества зрелых Стругацких: познание предстаёт как разновидность нравственного императива. «Пульсация мысли», составляющая смысл и цель существования вечного искателя истины Ивана Жилина, противопоставлена тоскливо-бездумному прозябанию обитателей Города Дураков; в последующих повестях, отмеченных социальным скептицизмом, «познавательный горизонт» позволяет героям сохранить своё человеческое, родовое начало, способствуя при том сюжетной динамике.
Марк Амусин считал «Хищные вещи века» этапной повестью и в отношении литературного мастерства Стругацких: с его точки зрения, именно здесь произошёл «скачок в технике сюжетосложения». Авторы открыли инструментальные возможности детектива, встроенного в фантастическое повествование; а также с успехом применили на композиционном уровне хемингуэевский «приём айсберга», оставляющий «семь восьмых» за пределами непосредственно воспринимаемого. Иными словами, весь сюжет строится на умолчаниях, дозировании сообщаемой читателю информации. Например, долгое время непонятно, что именно делает Жилин в Стране Дураков, за чем он «охотится». Реальность воспринимается глазами героя, она в определённой степени экзотична и непонятна, но Жилин на ощупь, наугад ищет «ключ» к решению проблемы, которая не видна читателю. Понятие «слег» выступает «роскошным иероглифом», который по-прежнему непроницаем. Вспомогательные знаки реальности не помогают: «рыбари», «меценаты», «дрожка», и так далее. Неизвестное и непознанное впервые в творчестве Стругацких играет более важную роль в развитии сюжета, чем фантастическое допущение. Это последнее во всём объёме обозначается двумя словами: «волновая психотехника». Авторы успешно использовали открытый финал, который выстроен на двух уровнях. Жилину удалось раскрыть загадку слега, это «малый финал». Однако его начальство и коллеги по Совету безопасности совершенно не убеждены в правильности предлагаемого рецепта: «распространение и развитие человеческого мировоззрения». «Большой финал» выносится за пределы повести: идеи Жилина в ещё большей степени чужды обитателям города — потенциальным потребителям слега. «Тут вся работа ещё впереди».
Множество черт переходного периода можно выделить при анализе построения образа Ивана Жилина. Стругацкие к 1965 году преодолели функциональность в поведении и психологии своих героев и начали усложнять их поведенческие и психологические параметры. Если Румата («Трудно быть богом») оказался героем романтического склада, то образ Жилина «держится интонацией». Во внутренних монологах Ивана преобладают ирония и самоирония, которые служат демонстрацией его «стратегического оптимизма», уверенности в превосходстве его системы ценностей.

### Хронотоп и политическая география литературного мира
Действие «Хищных вещей века» разворачивается в том же литературном мире, что и в предыдущих повестях Стругацких «Полдень, XXII век» и «Стажёры», и по внутренней хронологии занимает срединное положение — как описание следующего этапа перехода человечества к светлому будущему. С точки зрения филолога М. В. Шамякиной (Институт пограничной службы Республики Беларусь), мир «ХВВ» уже содержит черты общества Мира Полудня. К ним относится, прежде всего, возможность прокормить население Земли и обеспечить всему человечеству минимум материальных благ. Пока это потенциальная возможность (существуют и голод, и бедность), но объективного дефицита больше нет, недостатки проистекают из отсталости политических режимов и неверных действий властей. Во-вторых, в мире «Хищных вещей…» существует система воспитания и образования, которая будет всеохватной в утопическом Полудне. Раскол планеты на мир победившего коммунизма и загнивающего капитализма не препятствует тому, что общество изобилия построено и там, и там. То есть в мире Стругацких в первые десятилетия XXI века (прямых указаний на время действия нет) не существует ни империализма, ни глобализма, не упоминаются транснациональные корпорации. В Стране Дураков не существует заметного имущественного расслоения или социальных конфликтов, нет их, вероятно, ни в странах Европы, ни в США, ни, естественно, в Союзе Советских Коммунистических Республик (ССКР, который появляется ещё в «Стране багровых туч»). В других частях света ещё остались «горячие точки», две из которых названы в вымышленных новостных сообщениях: реально существующая Боливия и фантастическое Эльдорадо, руководство которого получило ультиматум лично от Генерального секретаря ООН за применение против мятежников «атомных гранат». Жилин встречает и одного из жителей такого неблагополучного государства, не одобряя и не понимая его власть имущих: жители цивилизованных стран воспринимают борьбу за политическую власть как анахронизм. Присутствие власти в жизни обычного человека незаметно ни в ССКР, ни в Стране Дураков.
Непосредственно сюжет разворачивается в некой южной европейской стране у моря, интерпретация которой сильно отличается у разных исследователей и деятелей фэндома. Имена местных жителей не связаны со средиземноморским миром: мэр города — Флим Гао, квартирная хозяйка Жилина — Вайна Туур, её дочь — Вузи, сын Вайны и младший брат Вузи — Лэн, приятельница Римайера — Илина, парикмахер — мастер Гаоэй. Уроженцем этого города является Пек Зенай, бывший друг и коллега Ивана. В недавнем прошлом (не более чем за десять лет до начала действия) страна и город пережили вооружённый конфликт, но к моменту приезда Жилина никаких следов прошлого уже нет. Это характерно для творчества Стругацких, которым было недостаточно описания утопии как данности и которые демонстрировали трансформацию общества.

### Антиутопия

#### Метажанр в репрезентации Стругацких и Олдоса Хаксли

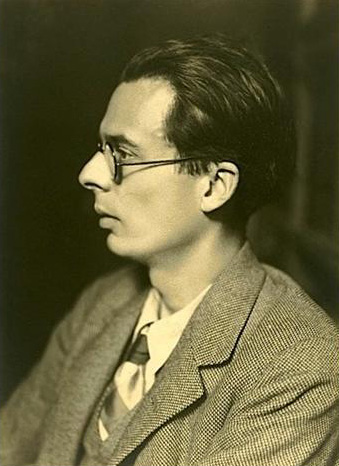
Олдос Хаксли — автор одной из эталонных антиутопий «О дивный новый мир»

Возможность сопоставления «Дивного нового мира» Олдоса Хаксли и «Хищных вещей века» была обоснована профессором Т. И. Ерохиной и А. А. Абовяном. Например, заглавиями обоих антиутопических произведений стали поэтические строки (у Стругацких из А. Вознесенского, у Хаксли из трагикомедии Шекспира «Буря»). Дикарь в «Дивном новом мире» цитирует строки «О дивный новый мир, в котором есть такие люди» по ходу действия дважды, причём в последний раз — в ироническом смысле. И Хаксли, и Стругацкие негативно упоминают Фрейда и взгляды бихевиористов; ряд исследователей обозначали роман Хаксли как пародию на взгляды Фрейда.
Ю. А. Батырова (Красноярский государственный педагогический университет) предприняла исследование динамического изменения антиутопического метажанра на примере произведений Хаксли и Стругацких. Хаксли ставил перед собой задачу осуществить в одном художественном тексте единство науки и искусства, описав всеобъемлющую технологическую революцию. В обществе будущего детей выращивают из пробирки, осуществляют модификацию поведения и мышления через гормональную терапию и тому подобное. Хаксли ещё в 1930-е годы беспокоило, что потребности свободной личности могут быть «принесены в жертву абстрактным потребностям биологического выживания человечества». Будучи приверженцем евгеники, Хаксли описал общество, иерархически организованное по интеллекту, из чего формируется кастовая система. Над Хаксли не довлели цензурные ограничения, что позволило ему описывать целый мир. Стругацкие, в основном из соображений самоцензуры, были вынуждены использовать в качестве социального полигона небольшой курортный город. Разница в 32 года между созданием двух произведений вызвала и другие антропологические постулаты: исходной точкой «ХВВ» является угроза, что массовый человек при сколь угодно плохом или хорошем режиме всё-таки остаётся человеком, но «делается плохим человеком», а это намного хуже, чем «превращение в робота». В результате мысленного эксперимента Стругацких оказалось, что массовый человек не боится потерять свободу, о чём писали авторы антиутопий начала XX века (в этом их ошибка): массовый человек боится обрести свободу. Тотальная свобода ведёт лишь к сознательному выбору несвободы.
Мир Олдоса Хаксли содержит все жанровые маркеры антиутопии: карнавализация бытия, ритуализация жизни, использованные героические типы. Стругацкие использовали жанровые принципы детектива, для которого можно было естественнее использовать мотивы различий систем управления, общественного порядка, норм и правил поведения. У Хаксли обитатели Дивного нового мира полностью лишены интимного пространства, живут по определённому шаблону, в их бытии не нужны ни жизненный опыт, ни воспоминания. Индустриальное общество полностью уничтожило семью, и любое проявление родительских качеств является неприемлемым и даже социально отвратительным. Для английского писателя важна категория времени, неважная для Стругацких. В Стране Дураков прошлое не отрицается само по себе, просто в мире изобилия у большинства нет потребности вспоминать о нём за исполнением насущных дел и развлечениями. Обитатели Города Дураков уже, в сущности, ничего не хотят. Если у Хаксли старательно взращивается страх возвращения к старому дикому миру, то у Стругацких общественная модель выстроена на безграничных возможностях настоящего, исключающего любую рефлексию. Воспоминания о прошлом есть только у пришельца из большого мира — Жилина. Остальные довольствуются почти неограниченной свободой, в которой государство не проявляет себя никак и каждый волен сам выбирать свою судьбу. Если социум Хаксли основан на повторяющихся ритуалах и судьба каждого из его граждан запрограммирована с самого рождения (тотальная тождественность и создаёт массовое чувство счастья), то Стругацкие описывают общество изобилия, в котором люди абсолютно свободны, нет упоминаний о великих вождях и высших руководящих силах. Однако именно вседозволенность приводит к эмоциональной деградации. Соответственно, само общество порождает новые ритуалы — например, «дрожку», погружающую её участников в массовую эйфорию. У Хаксли интимно-эмоциональную сторону жизни граждан формирует государство, у Стругацких это происходит самопроизвольно на фоне общей раскрепощённости южного приморского города.
Антиутопический жанр включает образ героя-бунтаря. У Хаксли противопоставлены герои, созданные по образцу действующего государства, и герой, пришедший из другого мира не по своей воле. Иван Жилин сознательно появился в Стране Дураков, исполняя задание государственной важности. Карнавализация антиутопии выражается в том, что герой всегда эксцентричен и живёт по законам аттракциона. Дикарь Олдоса Хаксли проявляет себя в любви к Шекспиру и острому желанию жизни. Он избрал своим убежищем старый маяк, где в петле оборвётся его земное существование. Жилин для всех представляется литератором, что в бездуховной стране необычно, но не приводит к отторжению: Город не отвергает Ивана. Иной вопрос, что сам Жилин, зная истинную систему человеческих ценностей, стремится изменить мир, в который он попал, прекрасно понимая, что сила здесь не решает ничего. Жилин, как и Дикарь, видит искусственную природу окружающей его реальности, но Ивана невозможно обмануть красивой обёрткой. В финале он не желает устраивать революций или вторжения, он остаётся в городе, чтобы спасти всех людей, вернув в их жизнь подлинное бытие. Общество Хаксли живёт по принципу механизма, в котором любое отклонение от предписанной модели поведения является порицаемым. В результате столь любящий жизнь Дикарь кончает жизнь самоубийством, не будучи в силах одолеть систему. Это соответствует традиции западной антиутопии. Общество Города Дураков сложнее, ибо расколото на множество мельчайших групп, ведущих борьбу друг с другом, а Жилин испытывает давление как окружающего его социума, так и собственных рефлексий. Оптимистический финал повести полностью отвечает российской традиции метажанра. Объединяет позицию Хаксли и Стругацких убеждение, что важнейшим фактором развития общества является свобода личности во всех проявлениях (в том числе физической, психологической, материальной). Существенным отличием, однако, становится появление в «Хищных вещах…» эсхатологической составляющей, отсутствующей в «Дивном новом мире». Жилин предвидит обострение духовного кризиса и не может представить вариантов выхода из сложившейся антигуманистической ситуации: миллиарды людей, выбирая между ярким сном и скучной реальностью, выберут яркий сон, и это станет концом истории человечества.

#### Потребление, интеллигенция и Человек Невоспитанный
Одной из важнейших проблем «Хищных вещей века» является вопрос об обществе потребления. Согласно Стругацким, двигателем и первоосновой общества потребления является человеческое желание, которое формирует круг поставщиков средств удовлетворения желаний. В дальнейшем процесс становится самоподдерживающимся и заставляет среднего человека «правильно хотеть».

...Дурака лелеют, дурака заботливо взращивают, дурака удобряют, и не видно этому конца... Дурак стал нормой, ещё немного — и дурак станет идеалом, и доктора философии заведут вокруг него восторженные хороводы. А газеты водят хороводы уже сейчас. Ах, какой ты у нас славный, дурак! Ах, какой ты бодрый и здоровый, дурак! Ах, какой ты оптимистичный, дурак, и какой ты, дурак, умный, какое у тебя тонкое чувство юмора, и как ты ловко решаешь кроссворды!.. Ты, главное, только не волнуйся, дурак, все так хорошо, все так отлично, и наука к твоим услугам, дурак, и литература, чтобы тебе было весело, дурак, и ни о чём не надо думать...
Таким образом, формирование потребителя начинается с детства, ибо существующая система воспитания, согласно Стругацким (устами их героя Ивана Жилина), «ставила и ставит своей целью, прежде всего и по преимуществу подготовить для общества квалифицированного, но оболваненного участника производственного процесса. Эту систему не интересуют все остальные потенции человеческого мозга, и поэтому вне производственного процесса человек в массе остаётся психологически человеком пещерным. Человеком Невоспитанным». Не случайно доктор Опир разъясняет Жилину, что теория Маркса позволила построить экономический Золотой Век, а Фрейд показал, для чего всё это нужно: «Любовь и голод. Удовлетворите любовь и голод, и вы увидите счастливого человека». Именно из этой ситуации произрастают радикальные субкультуры Города Дураков: «Здесь никому не нужен покой, здесь ведь не угнетают и никто не умирает от голода, здесь просто скучно. Сытно, тепло, пьяно и скучно. Мир не то чтобы плох, мир скучен. Мир без перспектив, мир без обещаний». Отсюда появляются «артики», пытающиеся заменить естественную жизнь искусственной (даже на уровне физиологии: носят скафандры и дышат дымом), «меценаты», выражающие свою причастность к прекрасному в извращённой форме наслаждения от уничтожения шедевров (как Герострат), и «рыбари», рискующие жизнью, «в которой больше нет места подвигу».
Единственными антагонистами общества потребления, по мысли Стругацких, выступают представители интеллигенции. Сограждане окрестили их ругательным словом «интель», представителей этой субкультуры не пускают в общественные места и избивают на улицах, так как те срывают массовые мероприятия, не в силах иначе «расшевелить это болото». Естественным чувством в обществе тотальной атомизации и полного довольства является ненависть, так как ей почти не надо учиться, «а вот любви — трудно, и потом любовь слишком затаскали и обслюнявили, и она пассивна, почему-то так получилось, что любовь всегда пассивна, а ненависть зато всегда активна и потому очень привлекательна». То есть Человеку Невоспитанному чувство любви — даже любви к ближнему — недоступно, этому нужно учиться, а это требует усилий. Современный человек и эмоциональную сферу заполняет суррогатами. В целом отношение к интеллигенции в «Хищных вещах…» пессимистическое: «интели» даже не могут обеспечить конспирацию, и всё население знает об их замыслах, воспринимая их с глубочайшим равнодушием. Помимо «интелей», в Городе Дураков проживает как минимум один интеллектуал, доктор Опир, стремящийся подвести под общество наркоманов и алкоголиков философский фундамент.

### Сказочно-фольклорные мотивы
По мнению молодых учёных Якутии и Узбекистана, жанровую классификацию «Хищных вещей века» осложняет обычный для Стругацких метод работы «на пересечении», из-за чего повесть можно обозначить одновременно как детектив, приключенческий роман, негативную утопию или роман-предупреждение. Антиутопическое звучание при этом не превалирует над конструктами, свойственными другим жанрам. Сказочная фантастика в наиболее явном виде представлена у Стругацких повестями «Понедельник начинается в субботу» и «Сказка о Тройке», которым «ХВВ» предшествует по времени написания. Тем не менее сюжетную линию Ивана Жилина вполне можно истолковать с точки зрения сказки. В частности, основную фабульную линию можно представить в рамках сюжета об Иване Дураке, отправленном волей царя в Тридевятое царство: Иван Жилин по приказу своего начальника, именуемого женским именем «Мария», отправлен в далёкое «Тридевятое Царство» (курортный город), чтобы найти «то, не знаю что» (наркотик). Ключевыми понятиями, постоянно используемыми в тексте, являются «дурак» и «дурачество». Иван постоянно попадает в неловкие ситуации: ввязывается в драку с интелями, попадает под обстрел на дрожке и, сбежав от «меценатов», прямо величает себя дураком. Окончательно он характеризует мир, в котором очутился, как Страну Дураков после беседы с доктором философии Опиром, восхваляющим глупость. Доктор выступает в роли проводника — лисы Алисы, если проводить ассоциации с прямо цитируемой сказкой А. Н. Толстого, а Иван — Буратино. В сказках у главного героя нередко бывают братья, в роли которых выступают коллега-агент и бывший друг — Римайер и Пек Зенай. Так же («братьями») Жилин именует коллег в шифрованном обмене сообщениями с начальством. Однако Римайер и Пек подпали под действие слега, а Римайер ещё и отправил Ивана на верную смерть в подземелья метро к экстремалам-«рыбарям»; функционально их роль в сюжете можно соотнести с Бабой-ягой. Как и положено по сюжету, младший брат (в Страну Дураков Иван пребывает последним) смекалкой и смелостью добивается того, чего не добились старшие. Оскара — коллегу-агента, действующего под прикрытием, можно функционально соотнести с Серым волком, который выступает амбивалентным персонажем, например обнаруживает истощённого наркотиком Римайера раньше Ивана. Всё это свидетельствует, что в повести «Хищные вещи века» реализованы некоторые канонические сказочные модели.

### Социальная прогностика
В «Хищных вещах века» нет подробных описаний производственных процессов и нет ответа на вопрос, что подразумевал доктор Опир под «безграничным развитием экономики». Тем не менее в повести предсказаны три возникшие позднее технологии — самоуправляемый автомобиль, гарнитура Bluetooth и пейнтбол, который назван «ляпник». Экономика Страны Дураков, очевидно, не демонстрирует признаков циклических кризисов. Доктор Опир упоминает синтезаторы живой материи, позволившие навсегда решить проблему голода: «Это величайшее таинство сегодняшнего дня, бифштексы из воздуха, спаржа из глины, трюфели из опилок… Как жаль, что Мальтус умер!» Доктор Опир рассказывает Жилину анекдот о скандале на вымышленном Брюссельском конкурсе коньяков: победу одержал синтетик, который «гонят из мазутов, и у него даже нет собственного названия. Эй экс восемнадцать дробь нафтан, и он дешевле гидролизного спирта…». В квартире Жилина, которую тот снимает у тёти Вайны, стоит кулинарный автомат, готовящий еду из синтетических ингредиентов. Стругацкие здесь воспроизвели типичный для 1960-х годов оптимизм в разработке искусственной пищи, не задумываясь о её последствиях для человеческого организма. В реальном XXI веке процесс химического синтеза еды скрывается производителями, и искусственная пища не считается великим достижением цивилизации. Точно так же в литературе 1960-х годов в целом господствовал оптимизм по поводу возможности создавать еду нетрадиционными способами. Подобные сюжеты присутствуют даже в мэйнстримной литературе, например у В. Шукшина. Стругацкие осознавали, что достижения химии будут широко представлены в пищевой индустрии, и уловили главную тенденцию — использования в быту готовых блюд или полуфабрикатов, требующих минимальных усилий по приготовлению, а благодаря искусственным компонентам ещё и приятных на вкус и разнообразных по ассортименту. Даже на рисунках «Стэнфордского тора», помимо гидропонных огородов, представлены загоны для коров, при том что проект создавался через десятилетие после публикации «Хищных вещей века». Мир Стругацких, описанный до докладов Римского клуба, решил проблему нехватки ресурсов и энергии, прежде всего за счёт широчайшего использования ядерных и термоядерных технологий и активного освоения космоса. Ещё герои «Страны багровых туч» отправлялись на Венеру для разработки трансурановых элементов. Источники дешёвой энергии и сырья позволили устроить в капиталистической стране бесплатную раздачу продуктов и товаров «в обеспечение личных потребностей», включая модную одежду и книги, разнообразие которых восхищает Ивана Жилина.
О капиталистической сущности Страны Дураков напоминает упоминание кредитования (предшественник Жилина, снимавший ту же квартиру, оставил ему аудиопослание, где предостерегал: «Ничего не бери в кредит — хлопот не оберёшься»). О безработице не упоминается, но дочь хозяйки Вузи однажды опоздала на работу, и «теперь ей приходится быть очень осторожной». В реальных 2020-х годах даже развитые страны далеко не достигли описанного в повести материального достатка, а также четырёхчасового рабочего дня, который для мира «ХВВ» является повсеместной нормой. Нормой стало широкое использование беспилотного транспорта, в том числе в быту.
Стругацким не удалось предугадать широкого распространения цифровых технологий. Например, при вызове беспилотного такси приходится искать индекс нужной улицы и набирать его на пульте вручную. В известном смысле это отражение общей тенденции в фантастике середины XX века, когда писатели воспринимали технологии 1950—1970-х годов как самодостаточные и не нуждающиеся в серьёзном улучшении. Жилин использует кассетный диктофон, но при этом пользуется переносным пультом для трёхмерного телевизора (в реальности пульты появились в 1970-е годы) и спутниковым телевидением. К телевизору присоединён «фонор», то есть устройство для передачи запахов, который и стал первоосновой для слега — в нём используется вакуумный тубусоид. В повести описаны также ситкомы с закадровым смехом, но они уже были достаточно популярными в США 1960-х годов. Хотя правила пейнтбола были запатентованы только в 1981 году, в повести описан игрушечный автомат, стреляющий краской («ляпа»), которая затем выцветала и испарялась. Вероятно, именно Стругацкие предсказали (или изобрели) тысячесерийные мыльные оперы и субкультуру поклонников, для которых пропуск каждой отдельной серии превращался в жизненную трагедию. Жилин при посещении парикмахерской общается со старым мастером, который всю жизнь смотрит свой парикмахерский телесериал. Борис Стругацкий утверждал, что они с братом экстраполировали идею радиосериалов, о которых знали понаслышке.
М. В. Шамякина отмечала, что Стругацкие делали акцент на роли не технических, а социальных перемен в улучшении жизни человечества. То есть не факт открытия меняет общественную парадигму, а именно цель внедрения и использования технологии. Общество Страны Дураков в основном занято непроизводительной деятельностью: в путеводителе, который читает Жилин, указано, что «восемьдесят процентов взрослого населения было занято в сфере обслуживания». «Шок будущего» Э. Тоффлера увидел свет только в 1970 году. При этом в «ХВВ» было предугадано не только доминирование сферы услуг в экономике, но и роль субкультур в постиндустриальном обществе — как следствие идеологического вакуума и поиска новых идентичностей после падения режима, основанного на административно насаждаемой искусственной системе ценностей.

### Претексты и продолжения

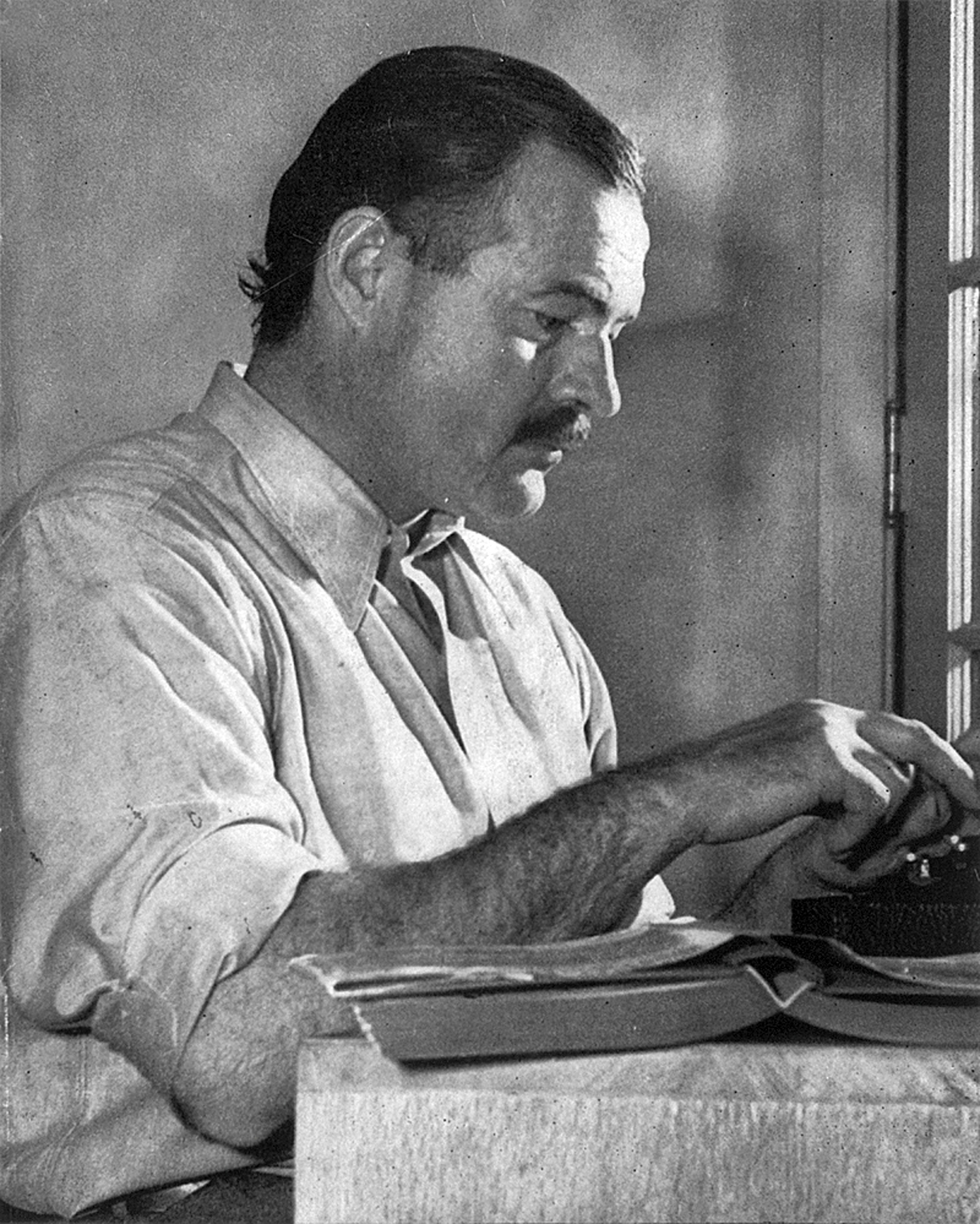
Эрнест Хемингуэй — объект вдохновения Стругацких 1960-х годов

Повесть «Хищные вещи века» содержит несколько отсылок к творчеству Хемингуэя. Легендой Жилина-агента является то, что он литератор, приехавший в творческую командировку. Когда гид Амад предлагает русскому писателю поселиться в отеле, тот иронически отвечает, что хорошо писать в отеле можно только, если он обстреливается. Это прямой намёк на отель «Флорида» и опыт американского писателя во время гражданской войны в Испании, когда он писал «Пятую колонну». По всему тексту разбросаны аллюзии и скрытые цитаты к роману «Прощай, оружие!», например в сцене, где Жилин рассказывает анекдоты. Другим претекстом, по мнению М. Амусина, выступает «451 градус по Фаренгейту» Брэдбери как образец построения «антиутопической футурологии»: в обоих произведениях изображается торжествующее общество потребления, способное полностью удовлетворить абсолютное большинство населения «за счёт атрофии критического начала», дискредитации творческой активности и духовной автономии. Как и Брэдбери, Стругацкие любили выстраивать фантастические конструкции «на фундаменте бытовых реалий и психологических интроспекций». Впрочем, мотив репрессивности и внешнего воздействия ослаблен у Стругацких, в Городе Дураков всё в полном порядке с правами человека, и никто не жжёт книги на кострах: их просто перестали читать.
В повести можно отыскать намёки на «Лолиту» Владимира Набокова, к тому моменту ещё не переведённую на русский язык. В обоих произведениях применено повествование от первого лица, где рассказчик, приезжая в новое для себя место, останавливается в доме склонной к полноте вдовы, у которой есть молодая дочь. И там, и там дом разделён на две половины, вдова живёт в правой, а квартирант в левой. Дочь вдовы в каждом из произведений описывается как загорелая и с гладкой кожей, между нею и протагонистом возникает эротическое напряжение. Неназванный город, в котором происходит действие в «Хищных вещах века», несколько раз именуется курортом; на курорт у Набокова собирался и Гумберт Гумберт. Сама по себе практика интертекстуальных игр присутствовала в творчестве Стругацких. В 1963—1964 годах текст романа по-английски мог быть доступен Аркадию Стругацкому, который следил за новинками литературы на английском и японском языках и был профессиональным переводчиком. Впервые о романе в советской литературной критике стало известно ещё в 1959 году благодаря статье Ю. Чаплыгина «Чары Лолиты» в газете «Литература и жизнь».
Во втором сборнике «Время учеников» (1998 год, редактор-составитель Андрей Чертков) был опубликован рассказ Сергея Лукьяненко «Ласковые мечты полуночи». В нём представлена полемика с оптимистическим финалом Стругацких: Жилин, впервые попробовав слег, так и не смог покинуть свой иллюзорный мир, мальчики-приятели Лэн и Рюг называют свой мир «про́клятым». Жилинские мечты о победе над Страной Дураков и о том, что поколение Лэна станет строителями коммунизма, оказываются наркотическим бредом. Повесть Андрея Измайлова «Слегач» имеет с прототипом лишь общие имена героев, ибо по сюжету Иван Жилин возвращается в Россию 1990-х годов.
С разрешения Бориса Стругацкого писатель-фантаст Александр Щёголев в 1990-е годы написал роман «Агент Иван Жилин», который в сокращённом и изменённом виде выпускался под названиями «Пик Жилина» (третий сборник «Время учеников» 2000 года, текст был сокращён наполовину) и «Львиная охота» (2003, по требованию издательства Иван Жилин был переименован в «Максима Жилова», изменились некоторые другие детали антуража). В 2013 году роман опубликован в авторской версии тиражом 750 экземпляров. По сюжету, в том же городе, где происходило действие «Хищных вещей…», появился новый психоволновой наркотик, «суперслег». Внешне его действие проявляется в том, что обычные деньги сделались биокорректором, который продлевает жизнь, но при этом вызывает зависимость. Жилин обнаруживает, что это не то продукт сверхцивилизации Странников, существующий в единственном экземпляре, не то Слово Божье. Артефакт доставлен с малой планеты Strugatskia. При определённых условиях он материализует представления и желания обладающего им человека. Получив суперслег в свои руки, Жилин в буквальном смысле «выдумывает» весь мир Полудня, воплощающийся вследствие этого в реальность. Критик Василий Владимирский признавал, что «имитация творческого почерка Стругацких» в романе оказалась удачной.

### Комментарии
1. ↑  Цитата из неотправленного письма к генералу Х. (предположительно — Р. Шамбу), Уджда, июль 1943 года. Стругацким могли быть доступны два источника этой цитаты: статья В. Тасалова «Капитализм и культура» (1963) и книга  М. Мижо «Сент-Экзюпери», опубликованная в «Молодой гвардии»[4].
2. ↑  В финале Жилину открывается, что Юрковский ухитрился впервые в истории сорвать банк в электронную рулетку в казино[6]. Памятник датирован 5 декабря «Года Весов», и это прямая отсылка к повести «Стажёры», в которой в «девяносто девятом году» Юрковский исследовал атмосферу северного полюса планеты Уран, а затем мечтал об отдыхе[4]. В черновиках повести на постаменте была другая дата: 5 сентября 1999 года[7].
3. ↑  Цитата из сказки Алексея Толстого «Золотой ключик, или Приключения Буратино»[11].
4. ↑  Вероятно, формула «весело и ни о чём не надо думать» восходит к роману Ю. Тынянова «Смерть Вазир-Мухтара»[4].
5. ↑  Синтезатор называется «Рог Амальтеи АК», то есть это ироническая контаминация двух античных мифов — о роге изобилия и молоке Амалфеи, которым был вскормлен Зевс[146].
6. ↑  М. В. Шамякина считала, что фонор — это устройство для искажения восприятия при просмотре трёхмерных телевизионных шоу. Слег оказывается всего лишь следующим шагом в развитии технологии подмены предметной реальности иллюзией[149].

### Первоисточники
- Неизвестные Стругацкие. От «Понедельника…» до «Обитаемого острова»: черновики, рукописи, варианты / сост. С. Бондаренко. — Донецк : Сталкер, 2006. — 524 с. — (Миры братьев Стругацких). — ISBN 966-696-938-6.
- Неизвестные Стругацкие. Письма. Рабочие дневники.  1963—1966 гг. / сост. С. П. Бондаренко, В. М. Курильский. — Киев, Москва : ЗАО «НКП» ; АСТ, 2009. — 637 с. — (Миры братьев Стругацких). — ISBN 978-5-17-055670-0.
- Стругацкий А. Н., Стругацкий Б. Н. Хищные вещи века // Хищные вещи века: фантастические повести / Предисловие И. Ефремова; Художник Р. Авотин. — М. : Изд. ЦК ВЛКСМ «Молодая гвардия», 1965. — С. 129—318. — 320 с.
- Стругацкий А., Стругацкий Б. Полное собрание сочинений в тридцати трёх томах / Составители: Светлана Бондаренко, Виктор Курильский, Юрий Флейшман. — Группа «Людены», 2016. — Т. 8: 1964. — 419 с.
- Стругацкий А., Стругацкий Б. Полное собрание сочинений в тридцати трёх томах / Составители: Светлана Бондаренко, Виктор Курильский, Юрий Флейшман. — Группа «Людены», 2016. — Т. 9: 1965. — 424 с.
- Стругацкий А., Стругацкий Б. Полное собрание сочинений в тридцати трёх томах / Составители: Светлана Бондаренко, Виктор Курильский. — Группа «Людены», 2020. — Т. 31: 1997—2000. — 598 с.
- Стругацкий Б. Н. Интервью длиною в годы: по материалам офлайн-интервью / Сост. С. П. Бондаренко. — М. : АСТ, 2009. — 508 с. — (Миры братьев Стругацких). — ISBN 978-5-17-044777-0.
- Яковлев А., Кириченко И. Записка Отдела пропаганды и агитации ЦК КПСС о недостатках в издании научно-фантастической литературы. 5 марта 1966 г. // Знание — сила. — 1993. — № 7. — С. 90—96.

### Критические материалы
- Брандис Е., Дмитревский В. Фантасты пишут для всех! // Литературная газета. — 1966. — 1 февраля.
- Бритиков А. Ф. Отечественная научно-фантастическая литература (1917—1991 годы). — 2-е изд., испр. — СПб. : Борей-Арт, 2005. — Кн. 1: Научная фантастика — особый род искусства. — 308 с.
- Ган В. Верните душу людям! // Знание — сила. — 1966. — № 2. — С. 48.
- Горловский А. Время фантастики : эссе, иллюстрации Н. Гришина, Р. Авотина, А. Соколова // Юность. — 1967. — № 1. — С. 73—78.
- Ефремов И. Миллиарды граней будущего // Комсомольская правда. — 1966. — 28 января.
- Котляр Ю. Мир мечты и фантазии // Октябрь. — 1967. — № 4. — С. 193—202.
- Немцов В. Для кого пишут фантасты? // Известия. — 1966. — 18 января.
- Сапарин В. Будущее человечества через призму фантастики // Коммунист. — 1967. — № 12. — С. 120—128.
- Федорович М. Не только занимательное чтение // Литературная газета. — 1966. — 10 февраля.

### Монографии и статьи
- Амусин М. Далеко ли до будущего? // Нева : Орган Союза писателей РСФСР и Ленинградской писательской организации. — 1988. — № 2. — С. 153—160.
- Амусин М. Ф. Братья Стругацкие : очерк творчества. — Иерусалим : Бесэдер, 1996. — 187 с. — ISBN 965-7031-06-0.
- Арбитман Р.. Взлет и падение молодогвардейской фантастики. Горький Медиа (26 июня 2018). Дата обращения: 28 августа 2023.
- Батырова Ю. А. Трансформация конфликта личности и социума в антиутопии XX века: от О. Хаксли до А. и Б. Стругацких // Александр Невский, Запад и Восток, историческая память народа: XXI Красноярские краевые Рождественские образовательные чтения : межрегиональная научно-практическая конференция. — 2021. — С. 182—195.
- Борисов В.. Чушики на фоне электронной рулетки. №273, март. Троицкий вариант — Наука (7 марта 2023).
- Борода Е. В. Век XXI: мир новых возможностей или счастливый сон человечества?: (По повести братьев Стругацких «Хищные вещи века») // Вестник Ленинградского гос. ун-та им. А. С. Пушкина. Серия: Филология. — 2009. — № 2 (26). — С. 82—88.
- Васюченко И. Отвергнувшие воскресенье. (Заметки о творчестве Аркадия и Бориса Стругацких) // Знамя : Орган Союза писателей СССР. — 1989. — № 5 (май). — С. 216—225.
- Вишневский Б. Л. Двойная звезда: Миры братьев Стругацких. — СПб. : Дом Галича, 2022. — 456 с.
- Володихин Д. М., Прашкевич Г. М. Братья Стругацкие. — М. : Молодая гвардия, 2012. — 350 с. — (Жизнь замечательных людей, вып. 1331). — ISBN 978-5-235-03475-4.
- Ерохина Т. И., Абовян А. А. Трансформация антиутопии в контексте массовой культуры: О. Хаксли «Дивный новый мир», А. и Б. Стругацкие «Хищные вещи века» // Ярославский педагогический вестник. — 2017. — № 5. — С. 275—282.
- Зеркалов А. Долг мысли // Стругацкий А., Стругацкий Б. Жук в муравейнике. — Кишинёв : Лумина, 1983. — С. 3—12. — 588 с.
- Казаков В., Керзин А., Флейшман Ю. Библиография. От составителей. Художественные произведения // Миры братьев Стругацких. Энциклопедия: Том 2 / Сост. В. Борисов. — М., СПб. : АСТ, Terra Fantastica, 1999. — С. 419—460. — 560 с. — (Миры братьев Стругацких). — ISBN 5-237-01562-X.
- Кайтох В. Братья Стругацкие / Пер. с пол. В. Борисова // Стругацкий А. Н., Стругацкий Б. Н. Собрание сочинений. В 11 т. — Донецк : Сталкер, 2003. — Т. 12, дополнительный. — С. 409—638. — 699 с. — ISBN 966-696-215-2.
- Комиссаров В. В. От «желающих странного» до «выродков»: трансформация образа интеллигенции в творчестве А. Н. и Б. Н. Стругацких // Интеллигенция и мир. Российский междисциплинарный журнал социальногуманитарных наук. — 2008. — № 3. — С. 96—107.
- Межуев Б.. Тайна «Мира Полдня». Гефтер (28 ноября 2012).
- Меркушов С. Ф. Сквозь «хищные вещи века»: онтология и метафизика эпохи 1960-х гг. в фантастической перспективе // Век как сюжет: Статьи и материалы / Ред. С. А. Васильева и др. Сост. А. Ю. Сорочан. — Тверь : ООО «Альфа Пресс», 2023. — С. 204—210. — 328 с. — (Время как сюжет; Вып. 12). — 400 экз. — ISBN 978-5-98721-072-7.
- Милославская В. В. Творчество А. и Б. Стругацких в контексте эстетических стратегий постмодернизма : монография. — Ставрополь : Изд-во СКФУ, 2014. — 157 с. — ISBN 978-5-88648-912-5.
- Орехов Б. В.[баш.]. Сюжетная цитата из Набокова в «Хищных вещах века» // Назировский архив. — 2020. — № 3. — С. 396—403. — ISSN 2309-1584.
- Привалова М. В. Человек в обществе потребления (на материале социальной антиутопии братьев Стругацких «Хищные вещи века») // Проблема соотношения естественного и социального в обществе и человеке. — 2012. — № 3. — С. 115—120.
- Сербиненко В. Три века скитаний в мире утопии. Читая братьев Стругацких // Новый мир : Орган Союза писателей СССР. — 1989. — № 5 (май). — С. 242—255.
- Скаландис А. Братья Стругацкие. — М. : АСТ, 2008. — 702 с. — ISBN 978-5-17-052684-0.
- Сувин Д. Творчество братьев Стругацких / перевела Алла Кузнецова // Lib.ru/Фантастика. — 2009. — Suvin Darko. The Literary Opus of the Strugatskii Brothers // Canadian-American Slavic Studies, VIII, 3 (Fall 1974), P. 454—463.
- Усманова Ф., Абдурашидовна Г. Сказочные мотивы в повести Аркадия и Бориса Стругацких «Хищные вещи века» // Ученый XXI века. — 2022. — № 5—2 (86). — С. 54—56.
- Черняховская Ю. Братья Стругацкие: письма о будущем. — М. : Книжный мир, 2016. — 384 с. — ISBN 978-5-8041-0878-7.
- Шамякина М. В. Опыт изучения социальных процессов на материале повести братьев Стругацких «Хищные вещи века» // Журнал Белорусского государственного университета. Социология. — 2019. — № 2. — С. 98—110. — ISSN 2071-0968.
- Шестопалов О. В. Тридцать лет спустя. Фантасты братья Стругацкие. Критика. Русская фантастика. Дата обращения: 19 июля 2023.
- Эверстов М. С. Сказочные мотивы в антиутопической повести «Хищные вещи века» А. и Б. Стругацких // Научно-образовательный журнал для студентов и преподавателей «StudNet». — 2020. — № 9. — С. 1520—1525.